# 福知山市
福知山市（ふくちやまし）は、京都府の北部に位置する市。中丹地方に含まれる。

## 概要

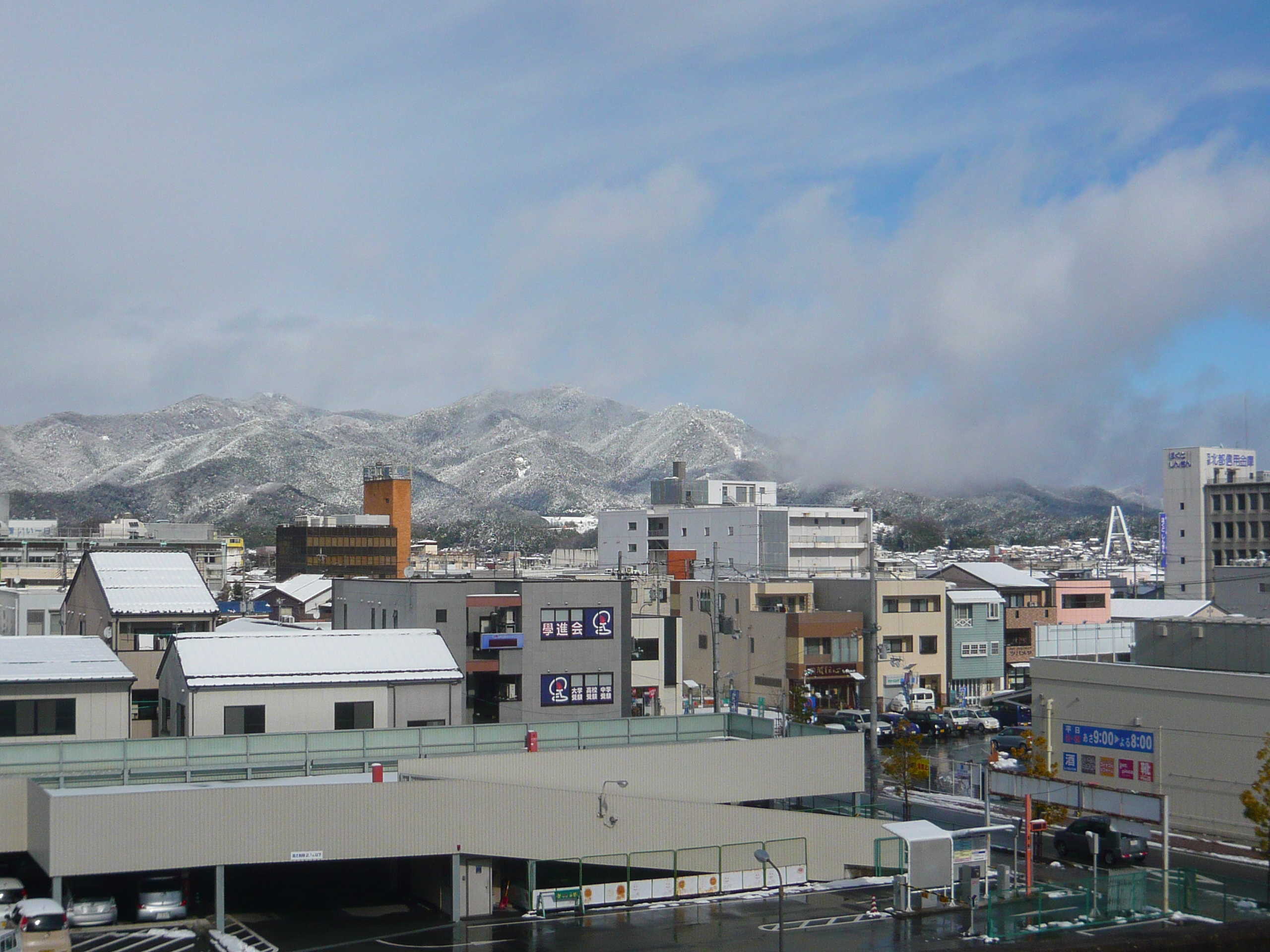
冬の福知山市中心市街地

戦国時代、明智光秀によって福知山城の縄張りが築かれた。江戸時代になると福知山藩の居城となる。
1937年（昭和12年）には京都市と伏見市（現・京都市伏見区）に続いて、京都府で3番目に市制を施行した。廃藩置県以前の丹波国と丹後国にまたがる。一級河川である由良川が流れている。
さまざまな出土品から、少なくとも縄文時代の初め頃から人が住んでいたと考えられており、古くから交通の要衝として栄えた場所でもある。
特に16世紀には、織田信長の家臣である明智光秀がこの地方を一族で支配していた有力豪族の塩見信房（横山信房ともいう。本城を横山城とし、猪崎城、和久城、牧城等を支城として一族を配置。）を倒し、その居城であった横山城を大修築し福智山城（後の福知山城）としてからは、城下町として栄え、現在でも「鋳物師町」、「呉服町」など地名にその名残を残している。
また、光秀はたびたび大氾濫を起こしていた由良川の治水に成功し、地子銭を免除するなどの善政を敷いたことから御霊神社に祀られ、現在でも市の花が明智氏の家紋であるキキョウとするなど光秀への信望も厚い。（実際には光秀は亀岡城主であり、福知山城主は一族の明智秀満であったとされる。）
近世になると、関ヶ原の戦いの論功行賞により有馬豊氏が八万石の禄高で福知山城に入城し福知山藩を開き、その藩祖となった。（豊氏は戦功を重ね、最終的には筑後久留米藩に移封され、同藩の初代藩主となった。）
その後の藩主は徳川家譜代の大名が転変するものの、朽木氏が藩主となって定着し明治維新を迎えた。
特産品の藍染などのさまざまな農産品を生産し、それらを扱う商業都市として栄えてきたが後継者不足などの問題により、それらの伝統産業は衰退し現在ではほぼ消滅している。現状としては、内陸型工業団地として比較的大規模な長田野工業団地が、1974年（昭和49年）に整備着手がなされたことによる商工業が主な福知山の産業になっているがかつての伝統と歴史を復活させようとする動きが見られ、総合的な学習の時間で学ばせる教育機関などが結成されている。

### 名称
地名の由来
福知山という地名は、明智光秀が丹波平定後、この地に城と城下町を開いた際に命名したものと考えられ、資料上で確認できるもっとも古いものは津田宗及「宗及茶湯日記」の天正9年4月の記事である。「福知山」の由来には、いくつかの考察があるが、いずれも根拠のないものである。
和泉式部の歌「丹波なる 吹風（ふくち）の山の もみじ葉は 散らぬ先より 散るかとぞおもう」から取ったとの説もあるが、この歌そのものが後世の創作である可能性が高い。あるいは富士山由来の名（別名）によるとの説も存在するが、まったく根拠のないものである。
また別に、福智山の「智」は享保13年（1728年）に朽木氏によって「知」の字に改められたとする説もあるが、近世初頭から幕末にかけて「福知山」「福智山」の両方使われており、これも誤りである。

## 地理

福知山市中心部周辺の空中写真。2021年6月1日撮影の12枚を合成作成。。

市域は旧丹波国天田郡を中心とし何鹿郡（佐賀村の一部）と丹後国与謝郡（雲原村）と加佐郡（大江町）に広がり、市域面積の76%は林野が占め耕地面積は7%程度で、綾部市から続く福知山盆地を中心とした平地、それをとり囲む市域面積の大部分を占める山地で構成される。
大阪市からは約70km、京都市、神戸市からは約60km、豊岡市、舞鶴市から約30kmの場所に位置する。市内最高海抜は三岳山の839.17mにまで及び、最低海抜は7.11mである。市街地は旧城下町を中心とし、由良川沿いに長田野工業団地周辺の住宅地まで伸びる。

### 地形

#### 山岳
主な山
- 三岳山（市の最高峰）
- 千丈ヶ嶽（大江山連峰の主峰）
- 烏ヶ岳（市内唯一の一等三角点）
- 田倉山（宝山、京都府下唯一の第四紀火山）
- 姫髪山（丹波大文字「大」）

主な峠
- 榎峠
- 登尾峠（兵庫県豊岡市との県境）
- 天谷峠（同上）
- 小坂峠（同上）
- 与謝峠（与謝野町との境）
- 三春峠（兵庫県丹波市との県境）
- 穴裏峠（同上）
- 木の芽峠（綾部市との境）
- 箱部峠（兵庫県丹波篠山市との境）
- 三峠群（京丹波町との境）

#### 河川
主な川
- 由良川
- 土師川
- 牧川

### 気候

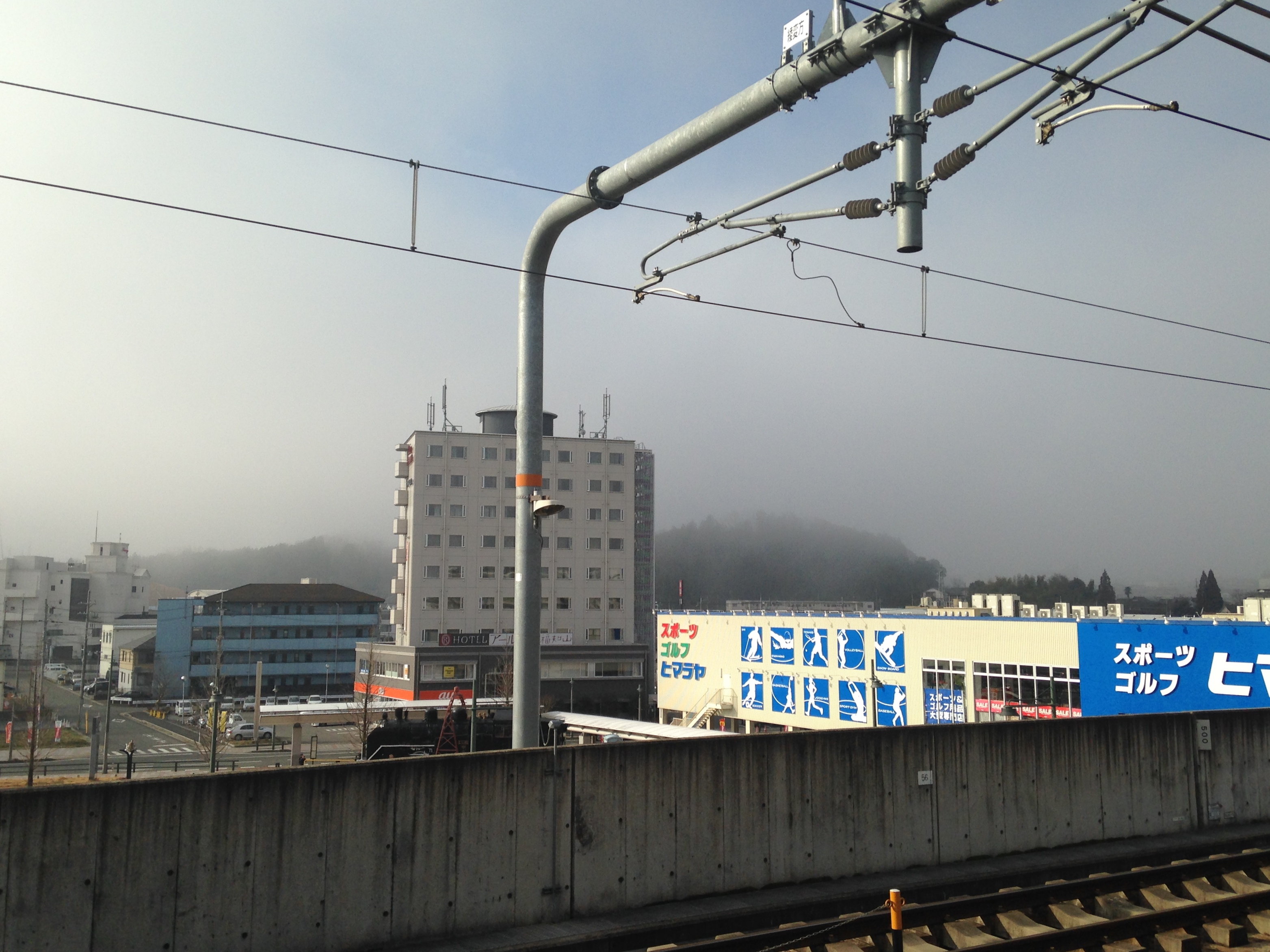
霧が発生している福知山市街地

基本的に日本海側気候であり旧三和町を除いて豪雪地帯である。旧丹後地域（雲原・大江）を除く盆地においては“やまかげ”となり、丹後地方に比較して量は少なめである。また、盆地地形により秋と冬には霧が発生する。特に冬期の早朝の山間部では霧が濃く路面の凍結も見られる。晴天時の午前中の霧、冬季の雪雲によって日照時間が少なくなる。
平地（福知山地域気象観測所）の平均気温は14度程度、年間降水量は1500ミリ程度で年間日照時間は1400時間程度である。降水量の季節分布としては旧丹後地域では降雪を中心に冬季雨量が多いが、以南では梅雨・台風により夏季雨量のほうが多くなる傾向がある。
| 福知山（旧福知山市）の気候 | 福知山（旧福知山市）の気候 | 福知山（旧福知山市）の気候 | 福知山（旧福知山市）の気候 | 福知山（旧福知山市）の気候 | 福知山（旧福知山市）の気候 | 福知山（旧福知山市）の気候 | 福知山（旧福知山市）の気候 | 福知山（旧福知山市）の気候 | 福知山（旧福知山市）の気候 | 福知山（旧福知山市）の気候 | 福知山（旧福知山市）の気候 | 福知山（旧福知山市）の気候 | 福知山（旧福知山市）の気候 |
| 月                         | 1月                        | 2月                        | 3月                        | 4月                        | 5月                        | 6月                        | 7月                        | 8月                        | 9月                        | 10月                       | 11月                       | 12月                       | 年                         |
| -------------------------- | -------------------------- | -------------------------- | -------------------------- | -------------------------- | -------------------------- | -------------------------- | -------------------------- | -------------------------- | -------------------------- | -------------------------- | -------------------------- | -------------------------- | -------------------------- |
| 最高気温記録 °C （°F）     | 17.6 (63.7)                | 22.1 (71.8)                | 26.1 (79)                  | 31.1 (88)                  | 33.9 (93)                  | 37.1 (98.8)                | 40.6 (105.1)               | 39.6 (103.3)               | 38.3 (100.9)               | 32.5 (90.5)                | 27.5 (81.5)                | 23.4 (74.1)                | 40.6 (105.1)               |
| 平均最高気温 °C （°F）     | 7.9 (46.2)                 | 8.9 (48)                   | 13.1 (55.6)                | 19.4 (66.9)                | 24.4 (75.9)                | 27.3 (81.1)                | 31.1 (88)                  | 32.8 (91)                  | 28.0 (82.4)                | 22.2 (72)                  | 16.3 (61.3)                | 10.5 (50.9)                | 20.2 (68.4)                |
| 日平均気温 °C （°F）       | 3.2 (37.8)                 | 3.8 (38.8)                 | 7.2 (45)                   | 12.7 (54.9)                | 17.9 (64.2)                | 21.8 (71.2)                | 25.9 (78.6)                | 27.0 (80.6)                | 22.7 (72.9)                | 16.5 (61.7)                | 10.7 (51.3)                | 5.5 (41.9)                 | 14.6 (58.3)                |
| 平均最低気温 °C （°F）     | −0.2 (31.6)                | −0.1 (31.8)                | 2.1 (35.8)                 | 6.7 (44.1)                 | 12.2 (54)                  | 17.5 (63.5)                | 22.1 (71.8)                | 22.9 (73.2)                | 18.8 (65.8)                | 12.4 (54.3)                | 6.5 (43.7)                 | 1.8 (35.2)                 | 10.2 (50.4)                |
| 最低気温記録 °C （°F）     | −9.8 (14.4)                | −10.0 (14)                 | −6.4 (20.5)                | −3.0 (26.6)                | 1.9 (35.4)                 | 7.5 (45.5)                 | 12.8 (55)                  | 15.2 (59.4)                | 7.2 (45)                   | 2.1 (35.8)                 | −3.0 (26.6)                | −7.3 (18.9)                | −10.0 (14)                 |
| 降水量 mm （inch）         | 103.9 (4.091)              | 96.5 (3.799)               | 115.4 (4.543)              | 114.1 (4.492)              | 137.5 (5.413)              | 163.9 (6.453)              | 197.5 (7.776)              | 166.7 (6.563)              | 214.1 (8.429)              | 149.6 (5.89)               | 82.9 (3.264)               | 89.5 (3.524)               | 1,623.8 (63.929)           |
| 平均降水日数 （≥1.0 mm）   | 14.8                       | 13.8                       | 13.6                       | 10.5                       | 10.6                       | 11.5                       | 12.4                       | 9.1                        | 11.1                       | 9.9                        | 10.0                       | 13.1                       | 140.1                      |
| 平均月間日照時間           | 91.1                       | 92.3                       | 129.6                      | 164.2                      | 175.5                      | 127.3                      | 140.7                      | 176.7                      | 119.0                      | 121.2                      | 105.0                      | 96.7                       | 1,547.4                    |
| 出典：気象庁               |                            |                            |                            |                            |                            |                            |                            |                            |                            |                            |                            |                            |                            |

| 三和（旧三和町）の気候   | 三和（旧三和町）の気候 | 三和（旧三和町）の気候 | 三和（旧三和町）の気候 | 三和（旧三和町）の気候 | 三和（旧三和町）の気候 | 三和（旧三和町）の気候 | 三和（旧三和町）の気候 | 三和（旧三和町）の気候 | 三和（旧三和町）の気候 | 三和（旧三和町）の気候 | 三和（旧三和町）の気候 | 三和（旧三和町）の気候 | 三和（旧三和町）の気候 |
| 月                       | 1月                    | 2月                    | 3月                    | 4月                    | 5月                    | 6月                    | 7月                    | 8月                    | 9月                    | 10月                   | 11月                   | 12月                   | 年                     |
| ------------------------ | ---------------------- | ---------------------- | ---------------------- | ---------------------- | ---------------------- | ---------------------- | ---------------------- | ---------------------- | ---------------------- | ---------------------- | ---------------------- | ---------------------- | ---------------------- |
| 降水量 mm （inch）       | 91.8 (3.614)           | 94.4 (3.717)           | 119.4 (4.701)          | 113.2 (4.457)          | 129.8 (5.11)           | 168.4 (6.63)           | 190.1 (7.484)          | 152.3 (5.996)          | 217.7 (8.571)          | 153.6 (6.047)          | 88.9 (3.5)             | 85.8 (3.378)           | 1,616 (63.622)         |
| 平均降水日数 （≥1.0 mm） | 14.0                   | 13.5                   | 13.4                   | 10.8                   | 10.4                   | 11.9                   | 11.9                   | 9.0                    | 11.9                   | 10.7                   | 9.7                    | 11.9                   | 139.3                  |
| 出典：気象庁             |                        |                        |                        |                        |                        |                        |                        |                        |                        |                        |                        |                        |                        |

### 地域
- 旧市街地
- 旧夜久野町
- 旧大江町
- 旧三和町

#### 区画
街区
旧福知山市内には地名（字・小字）、自治会名、通称など複数の街区名が存在し、なおかつ自治会名は必ずしも別名称の街区の範囲と一致しないため非常に複雑である。
（例：自治会名「岩井新町」の街区は字「岩井」と「荒河」にまたがる。通称「かしの木台」で呼ばれる地域には「岩井新町」「荒河」が含まれ、その組合わせ名で住所が表記されることがあり、更に自治会名「かしの木台○丁目」も存在する。など多数。）
これは、昭和期に入り旧城下町周辺に急激に新市街地が広がったのに対し、それらの字名を整理しないまま街区名や自治会名をつけていった結果である
（例：「字天田小字木村」には、通称「末広町1丁目」の街区があり、自治会名「南本町」で呼ばれる住所がある）。
このため7桁郵便番号は自治会名の街区で分類されふられているが、自治会名を用いない住所で検索すると該当するものを探すことができないという不便が生じている。
かつての福知山は川を利用した水運による流通が盛んで、由良川沿いには港を意味する「津」が付く「天津、高津江、常津」などの地名が数多く存在する。同じく「和久市」は川沿いにあり、水運によりこの付近に市場が出来たことの名残である。

#### 旧市街地

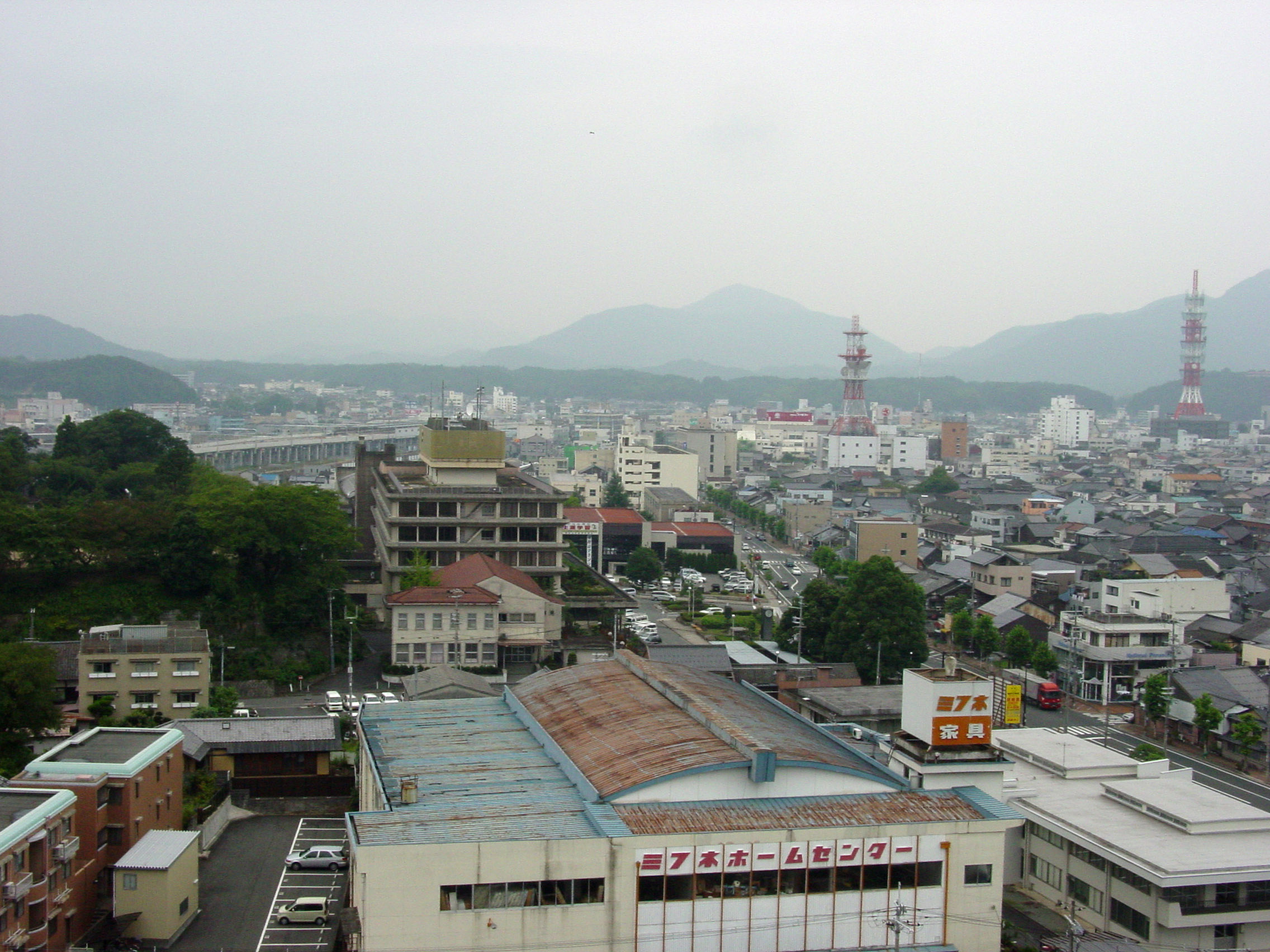
中心市街地

中世の室町時代には福知山城の地には小守護代の守護所が置かれ、郡を統治する要の城が築かれていた。
旧市街地でもある福知山の城下町は、織田信長の家臣である明智光秀が地子銭と呼ばれる土地税を免除したことなどから、早くから商工業が栄えた。
近世の江戸時代になると有馬豊氏によって城下町としての町割りが大規模に整備され、現在でも呉服町、鋳物師町、鍛冶町、紺屋町などはそのままの地名として残されており、旧市街地は江戸時代の町割りがほとんどそのまま残っている。ただ、寺町には文字通り多数の寺が所在するが、現在ではその地名に呉服屋や染物屋を構える店はなくなっている（新市街地の問屋町や厚中問屋町は1975年（昭和50年）に行われた区画整理で新しくできた地名であるが、こちらは文字通り多数の卸売業者が軒を連ねている）。

#### 郊外
周辺部には、郊外型ショッピングセンターのイオン、プラントなどを擁した開発地や、旧町の集落が見られるが、大部分は多数の田畑が広がる。地形的には山地が多く、クマ だけでなく、シカやイノシシなどの多数の野生動物が生息している。福知山の特産品である丹波栗などを含む農作物が狙われ、年度によって深刻な被害を農家へもたらすこともあり、檻の共同オーナーを募集するNPO法人も存在する。

### 地史

#### 福知山盆地内
盆地内を中心に少量で限られた地域ではあるが、淡水に住む貝の貝殻の化石が出土している。貝殻の種類に加えその分布などから、2〜30万年前の氷河期には福知山盆地内全てが湖あるいは沼の底であったと考えられている。この湖（沼）は福知山湖と呼ばれる。また、各河川流域の調査から、かつて由良川は土師川（竹田川）を介して加古川につながり南下していたと考えられる。これらから、地形の沈降により南下の流れが止まったことで盆地一帯は湖沼を形成、さらなる変化により日本海側への流路ができると湖沼の水位は下がりやがて消滅、現在の市内を流れる由良川、土師川、牧川などに変化していった、という経緯が考えられている。盆地内の河川勾配が非常に緩く、出口付近がボトルネックとなって大雨時に停滞し度々洪水を引き起こす（参照）というのは、こういう形成履歴を持つためであろうと考えられる。また、これらの名残としては、由良川上流域に当たる船井郡京丹波町安栖里（あせり）周辺の4段にもなる大規模な河岸段丘の存在、市内の長田野（おさだの）の高位段丘面を持つ洪積台地の存在などがある。
また、羽合の丘陵地や長田野台地には、福知山層とよばれる砂と泥と礫（れき）で構成される地層を見ることができる。その名のとおり福知山を特徴付ける地層であり、近畿地方の山間盆地埋積層を特徴づける学術上価値を持つ。しかし宅地開発が進む中、この地層の存在は危うくなっており京都府レッドデータブックに登録されている。

#### 福知山盆地外
一方、福知山盆地外にあたる夜久野町額田（ぬかた）からは約2億2千万年前の新種のアンモナイトの化石が出土している。出土した地名にちなんで「ヤクノセラス・ヌカタエンゼ」と名付けられた。アンモナイトは本来海底に生息する生物であることから、かつての海底が隆起したものと考えられるが、詳しい地形形成履歴は分かっていない。
また、市内夜久野町小倉に所在する田倉山は夜久野高原を形成した京都府下唯一の火山であるが、そのふもとには柱状節理の玄武岩を見ることができる。
この地ではかつてさまざまな鉱物が産出されており、特に大江山は金属鉱脈が多く河守鉱山では銅鉱・黄銅鉱・硫化鉱・クロム鉄鉱・銀鉱が、また仏性寺鉱山ではモリブデン（水鉛）が採掘された。また、上川口地区の富国鉱山は国内有数のビスマス鉱山であった（なお、大江山ニッケル鉱山は、与謝野町域にあたる）。このほか現在廃坑となっているいずれの鉱山も、京都府レッドデータブックに登録 されており、坑道の整備、保存の必要性が叫ばれている。

#### 由良川の氾濫と治水

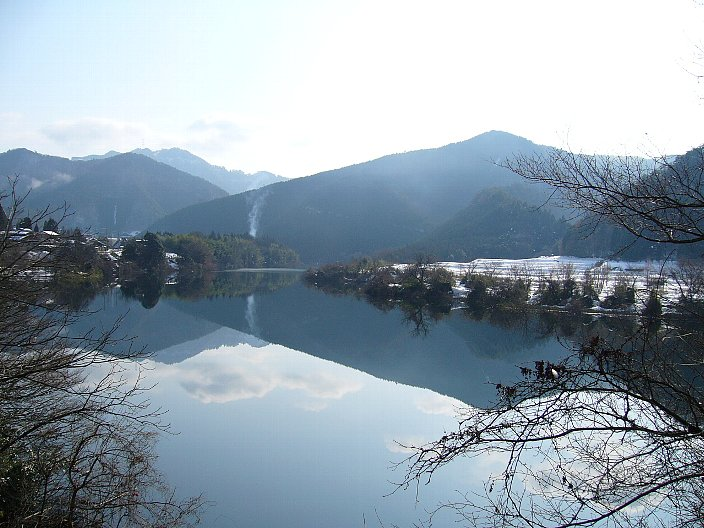
由良川

かつての由良川の流れは現在の福知山駅周辺にまで流れており、また大雨が降るたび氾濫を起こし周辺の人々や建物に加え農作物などに深刻な被害をもたらす暴れ川であった。
明智光秀が福知山を統治するようになると、光秀は後に城下町ともなる城に連なる居住地造営と治水のため、長さ1kmにも及ぶ築堤により川筋を大幅に変更した ことにより川の流れは大幅に改善されたが、それでも洪水は収まらず、その後の為政者も治水に尽力を惜しまなかった。堤防保護のための藪を今もなお見ることができ、現在、国土交通省により行われている堤防築造や水位の監視などは光秀に始まるものである。
例えば1896年（明治29年）と1907年（明治40年）に起きた大雨による氾濫は、両者とも同じ堤防が決壊したことにより市街地は2階まで床上浸水し、水が引くまでは屋根の上で生活し移動も船でという状況だった。後者は前者と比べて教訓が生かされたこともあって被害が少なかった ものの、どちらも市街地はほぼ壊滅状態にまで追いやられた。同時に由良川に架かる橋であった音無瀬橋も2度流され、その費用補填のために大人4厘、子供2厘、牛馬は5厘という通行料を徴収したほどでもあった。加えて1953年（昭和28年）9月25日の台風13号による由良川の氾濫は、最高水位が7.8mにもなる大量の水が福知山市街地全域を水浸しにし、市内で死者は約40名、負傷者は約900名、家屋全壊、半壊ともに1100戸以上、床上浸水においては5300戸以上もの被害をもたらした。この台風のときの被害は地元では「28水」（28災とも）として知られ、このときの水位は福知山と水害を伝える資料として市内御霊公園に標識が設置されている。
その恐ろしさや先人の築いた堤防のありがたさを後世に伝えるため、御霊神社境内には全国唯一の堤防そのものを御神体とする堤防神社が建立されており、1931年（昭和6年）以降の毎年8月15日には、神輿が市内を巡回する「堤防祭り」が行われている。現在の「ドッコイセ花火大会」は、もともとはその祭りの行事の一つとして始まったものである。また、旧市街地の町屋には、浸水時に家財を2階や小屋裏に引き上げる滑車を備えた「タカ」と呼ばれるこの地独特の吹抜けが残されている。他にも三河橋(別名 有路下橋)などに代表される沈下橋の存在や、福知山市治水記念館などでも、当時をかたるさまざまな資料が残されており、水害と共に生きてきた市民の歴史を知ることができる。「タカ」も体験ができる。
一方、由良川は国土交通大臣により一級水系に指定されており、市内に供給される水道や農業用水の原水をもたらし、市民の手による鮎や鮭の稚魚の放流 といったイベントが開かれるなど、市民の生活には欠くことのできない川でもある。

### 人口
| |                                          |  |
| 福知山市と全国の年齢別人口分布（2005年） | 福知山市の年齢・男女別人口分布（2005年） |  |
| ■紫色 ― 福知山市 ■緑色 ― 日本全国 | ■青色 ― 男性 ■赤色 ― 女性                |  |
| 福知山市（に相当する地域）の人口の推移 \| 1970年（昭和45年） \| 76,844人 \| \| \| 1975年（昭和50年） \| 78,458人 \| \| \| 1980年（昭和55年） \| 81,398人 \| \| \| 1985年（昭和60年） \| 83,057人 \| \| \| 1990年（平成2年） \| 82,791人 \| \| \| 1995年（平成7年） \| 82,555人 \| \| \| 2000年（平成12年） \| 83,120人 \| \| \| 2005年（平成17年） \| 81,977人 \| \| \| 2010年（平成22年） \| 79,652人 \| \| \| 2015年（平成27年） \| 78,935人 \| \| \| 2020年（令和2年） \| 77,306人 \| \| |                                          |  |
| 総務省統計局 国勢調査より |                                          |  |
| 1970年（昭和45年） | 76,844人                                 |  |
| 1975年（昭和50年） | 78,458人                                 |  |
| 1980年（昭和55年） | 81,398人                                 |  |
| 1985年（昭和60年） | 83,057人                                 |  |
| 1990年（平成2年） | 82,791人                                 |  |
| 1995年（平成7年） | 82,555人                                 |  |
| 2000年（平成12年） | 83,120人                                 |  |
| 2005年（平成17年） | 81,977人                                 |  |
| 2010年（平成22年） | 79,652人                                 |  |
| 2015年（平成27年） | 78,935人                                 |  |
| 2020年（令和2年） | 77,306人                                 |  |

#### 人口増減
平成22年国勢調査より前回調査からの人口増減をみると、2.82％減の79,668人であり、増減率は府下26市町村中12位、36行政区域中21位。

### 隣接自治体
京都府
- 舞鶴市
- 綾部市
- 宮津市
- 与謝郡：与謝野町
- 船井郡：京丹波町

兵庫県
- 丹波市
- 豊岡市
- 朝来市
- 丹波篠山市

## 歴史

### 古代
綾部市や舞鶴市など周辺の地域を含め、この地では考古学上貴重な資料ともなる大小さまざまな多数の古墳や副葬品などが出土している。
福知山市内からは古くは縄文時代初期のころのものが出土していることから、既にそれ以前にはこの地に人が住んでいたことや、多くの有力豪族がこの地一帯を統治していたことが分かっている。福知山市の広峯古墳群のうち広峯十五号墳からは「景初四年」の銘が鋳出された盤龍鏡が出土している。これらは「京都府広峯十五号墳出土品」として国の重要文化財に指定されている。
しかしこういった遺跡や住居跡などは平安時代初期にかけてまでしか見つかっておらず、こういった勢力は飛鳥時代の終わりごろに滅亡していったと考えられている。
平安時代
平安時代になると摂関家領の荘園として利用されるようになり、後期には天田郡（あまだごおり）のほとんどが荘園として利用されるようになった。鎌倉時代に入ると多数の守護や地頭が送り込まれたために、その荘園もやがて彼らの物に変わっていった。

### 中世
室町時代
室町時代後期になると、信濃小笠原氏の小笠原長清の末裔とされる小笠原頼勝は、福知山盆地の中央部に位置する「横山」と呼ばれた丘陵地に簡素な空堀と土塁だけで出来た横山城を築きあげた。
のちに小笠原頼勝は塩見頼勝と名を改め、その子塩見頼氏が横山城等を拠点としてこの地を統治するようになる。
戦国時代
戦国時代に入ると、塩見頼氏は子の塩見信房に横山城を譲り、彼が福知山を統治するようになる。

### 近世
安土桃山時代
- 1579年（天正7年） - 明智光秀が丹波を平定（横山城攻略）する。翌天正8年、福智山築城によりこの地を「福智山」と改める。

織田信長に丹波平定を命ぜられた明智光秀は横山城を攻め落とし、城主の塩見信房は自害し果て、塩見氏の福知山統治は終焉することになる。光秀は褒賞として丹波の国を与えられ、同時にこの城を城代に命じて大改修を行った。光秀はこの改修後の城を「福智山城」と改め、ここに福知山の地名が誕生する。更に光秀はそれまでたびたび氾濫を起こしていた由良川の流れを改善し、度重なる洪水によって疲弊していた農民に対し地子銭を免除するなど善政を敷き、城下町としての基礎を築いたのであった。
- 天正10年（1582年）6月 - 福知山城築城のわずか3年後、光秀は本能寺の変を起こし一時天下人になるも、山崎の戦いにおいて羽柴秀吉に敗れ落命し、明智氏は滅亡する。福知山を含む丹波国は秀吉の支配下に置かれ親族の杉原家次が治めた。

その後、秀吉家臣の小野木公郷（小野木重次、小野木重勝ともいう）が、秀吉の命により福智山城主となり福知山領を統治するようになる。
公郷は秀吉の没後、徳川家康と石田三成とが対立すると三成に味方し、慶長5年（1600年）には家康方の細川幽斎が守る田辺城を攻め落城させたが（田辺城の戦い）、関ヶ原の戦いにおいて三成が敗れたことにより逃亡、細川忠興に追い討ちをかけられ自害した。
- 1600年（慶長5年） - 有馬豊氏により藩が設置される（城下町はこの時代において形成されたと思われる）。以後、徳川幕府においての福知山藩（明治時代の府藩県三治制時の名称）となる。

江戸時代
関ヶ原の戦いにおいて大活躍し徳川家康からその功績を認められた有馬豊氏は、横須賀藩（遠江）から石高を大幅に増やしたうえで外様の大大名がひしめく山陰道を、押さえる福智山の地へと転封を命ぜられた。
福知山は山陰の玄関口にあたり、丹波篠山城と並んで軍事的に重要な地であり、豊氏に対する幕府の信頼を窺わせる人事であった。中世の小城であった城を現代の規模に拡大改修したのも豊氏である。
豊氏は検地を行い、今在でもその名残を残す近代的な町割りを行い、福知山の城下町を築き上げた。こうして福知山市の前身である石高八万石の福智山藩が有馬豊氏によって立藩された。
その後、豊氏は大坂の陣でも功績を認められ、久留米藩へとさらに加増移封され、小堀政一や伏見奉行などによって統治される。以降、領主は国替えや改易によってたびたび交代がなされるようになった。その間、慶安2年（1649年）に福知山藩に入った松平忠房が行った検地は、地租改正が行われるまで福知山の土地制度の基準となったためこれを松平検地と呼ばれる。
1669年（寛文9年）に朽木稙昌が移封されて藩主となると、以後は13代にわたって朽木家が藩政を務めるようになり、朽木家の福智山藩として定着した。朽木家は近江源氏の流れを汲む武門の名家である。藩主が五代目朽木玄綱になると地名を「福智山」から「福知山」に改め、「明智光秀の治水によって水害から救われ、城下町として栄えたのは彼のおかげである」という住民の連署によって御霊神社に光秀の合祀を許したのであった。
一方でその後の福知山藩の財政状態は苦しいものであった。建て直しをはかってたびたび財政改革を行おうとするものの、たびたび百姓による強訴が起きるなどにより失敗に終わる。特に享保の大飢饉を発端とするものと、万延元年（1860年）に起きた強訴は大規模であった。

### 近代

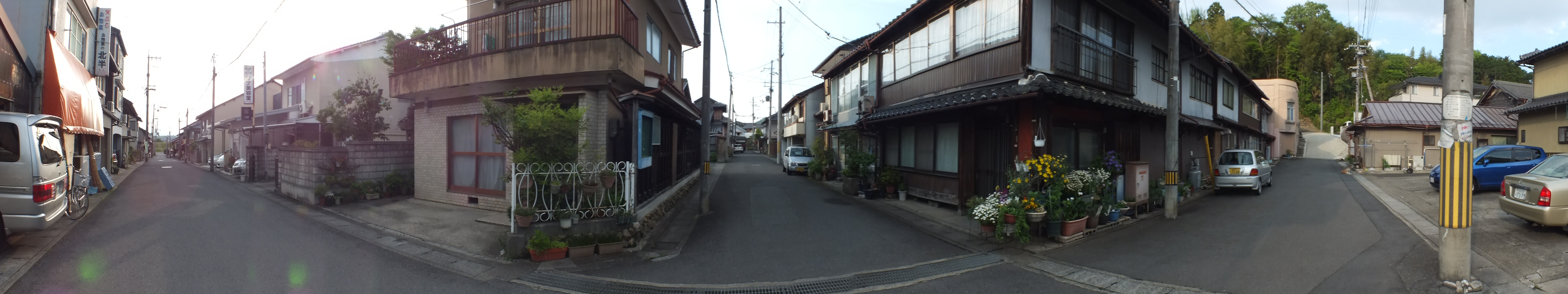
現在も遊郭の面影を残し、細い路地が縦横に交差する碁盤の目のような猪崎の町並み

但馬牛（丹波牛）の集散地としてや、以前から行われていた由良川河畔での桑の栽培が盛んに行われるようになり軍需産業としても養蚕業が栄え繊維関係での中核地として栄えるようになる。
このとき日本は日露戦争を控え、京阪神と日本有数の軍港である舞鶴港をつなぐ交通網の普及が急がれたことから、福知山はその中継地点として国鉄福知山線と山陰本線の敷設が行われた。同時に旧陸軍歩兵第20連隊は、このときから現在の福知山駐屯地に駐屯するようになる。
明治
- 1871年（明治4年）
  - 7月14日 - 廃藩置県によって、福知山藩が廃止されて福知山県が設置される。
  - 11月22日 - 福知山県が豊岡県に統合される。
- 1876年（明治9年）8月21日 - 豊岡県は兵庫県と京都府に分割統合、京都府天田郡となる。
- 1877年（明治10年）‐現在の音無瀬橋下流左岸の堤防上、遊廓街が形成される。下柳町付近の貸座敷12軒がその始まりとされる。このため「土手の町」、「土手町」などと呼ばれた。のちの1896年（明治29年）8月30日の大水害で大きな被害を受け、全滅する。3年後の1899年1月、当時は村落であった猪崎に移転し「猪崎新地」と呼ばれ、猪崎は福知山の遊廓の代名詞となる。明治末期には芸妓30名、娼妓100名を擁し、大正末期には妓楼78軒、娼妓160名となりピークを迎える[18]。
- 1896年（明治29年）8月30日 - 大水害で大きな被害を受ける。
- 1898年（明治31年） - 旧陸軍歩兵第20連隊が駐屯開始をする。
- 1899年（明治32年）1月 - 1896年の水害で全滅した下柳町の遊郭が猪崎に移転し「猪崎新地」と呼ばれ、発展する[18]。7月15日 - 福知山線の柏原駅〜福知南口駅開通により、大阪〜福知山間全線が開通する。
- 1910年（明治43年）8月25日 - 山陰本線の園部駅〜綾部駅開通により、京都駅〜福知山駅全線が開通する。上記の1899年（明治32年）の大阪〜福知山間全線開通とあわせて、福知山駅が市の中心駅として担うようになる。

昭和
昭和に入ってまもなく福知山の養蚕業は全盛期を迎える。更に福知山町は庵我村・雀部村・下豊富村を編入し、人口が約3万2千人の福知山市が誕生。翌年には福知山市章も制定される。
第二次世界大戦末期には日本国海軍の「石原飛行場」と呼ばれる航空基地もあった。その滑走路は長さ1700メートルにもおよび、現在の中丹広域農道沿いに市内前田から石原をまたぎ戸田にまで延びていた。
主に練習用として使われていたものの米軍の機銃掃射の攻撃対象にもなっていた。そのため周辺には敵機を撃墜させるための高射砲や物資格納倉庫などが備えられており、終戦が遅ければ福知山市も空襲の対象になっていたのではないかともいわれるほどの軍事拠点でもあった。その滑走路は地元の農民が破壊し農地に復興させたため今では見ることができなくなっている。
- 1937年（昭和12年）4月1日 - 天田郡福知山町が市制施行して福知山市が発足。当時の人口は約3万2千人であった。初代福知山市長は高木半兵衛。
- 1938年（昭和13年）12月 - 公募により全国から集められた約2,000点の作品の中から、福知山市市章が制定される。
- 1940年（昭和15年）6月 - 2代目市長として岸本熊太郎が就任する。
- 1942年（昭和17年）7月 - 3代目市長として田中庄太郎が就任する。

### 現代
昭和
第二次世界大戦が終わり日本が高度経済成長を迎えると、上記の養蚕業や藍染めなどの文化はほぼ完全に衰退していった。
- 1946年（昭和21年）6月 - 4代目市長として竹内正夫が就任する。
- 1947年（昭和22年）11月27日 - 山陰方面に昭和天皇の戦後巡幸。お召し列車が福知山駅に8分間停車した時間を利用し、駅前奉迎が行われる[20]。
- 1948年（昭和23年）3月10日 - 後に福知山名誉市民となる芦田均が内閣総理大臣に就任する。
- 1950年（昭和25年） - 旧国鉄が福知山鉄道管理局（現西日本旅客鉄道福知山支社）を開設する。
- 1951年（昭和26年）4月 - 5代目市長として牧野源太郎が就任する。
- 1954年（昭和29年）
  - 3月 - 後に現在の福知山市の中心駅となる福知山駅が完成する。
  - 8月 - 6代目市長として天野博が就任する。
- 1955年（昭和30年）11月 - 市ガスの供給を開始する。
- 1959年（昭和34年）6月 - 福知山市出身の内閣総理大臣である芦田均が死去すると同時に、史上初の福知山名誉市民として選ばれる。
- 1962年（昭和37年）8月 - 7代目市長として塩見精太郎が就任する。
- 1974年（昭和49年）- 長田野工業団地の整備が始まるようになると、福知山の産業は工業化の兆しを見せるようになる。
- 1983年（昭和58年）6月 - 福知山市出身の文部大臣である谷垣専一が死去すると同時に、史上2番目の名誉市民として選ばれる。
- 1988年（昭和63年）6月 - 福知山市歌を制定する。

平成
それまで福知山市街地を走る鉄道は、南北を分断するように走っており市街地の自動車交通を阻害するものであるとし、国の進めるバブル後の景気対策公共事業として、この市街地規模（人口集中地区4万人）としては国内最大級の約315億円もの総事業費をかけてJR福知山駅の高架化が行われた。また平成の大合併と呼ばれる市町村合併ブームに乗って、周辺自治体であった三和町・大江町・夜久野町と市町村合併を行った。2005年国勢調査による合併当時の人口は8万3千人であり、初めて8万人台となるとともに、一時期は抜かれていた八幡市を再び抜いた。2009年の住民基本台帳人口は7万人台に減少している。
- 1990年（平成2年）8月 - 中村稔が8代目市長に就任する。
- 1991年（平成3年）4月 - 7代目市長の塩見精太郎が名誉市民に選ばれる。市の花・市の鳥・市の木・市民憲章が制定される。
- 1993年（平成5年）4月 - 日本画家の佐藤太清が名誉市民に選ばれる。
- 2004年（平成16年）6月 - 9代目市長に高日音彦が就任する。
- 2005年（平成17年）11月 - JR福知山駅とその周辺の高架化が完成。
- 2008年（平成20年）6月 - 松山正治が10代目市長として就任する。
- 2013年（平成25年）8月15日 - 2013年福知山花火大会露店爆発事故が起こり3名の死者と56名の負傷者を出す。
- 2016年（平成28年）6月 - 11代目市長に大橋一夫が就任する。

### 災害史
明治
- 1896年（明治29年）9月1日 - 由良川水位7.88ｍ、死者200名、負傷者278名、堤防127ｍ決壊、家屋の流失183戸、全壊188戸、
- 1907年（明治40年）8月26日 - 由良川水位8ｍ余り、死者5名、床上浸水1354戸、床下浸水3戸、家屋流出151戸、全壊126戸、半壊42戸

昭和
- 1930年（昭和5年）7月31日 - 台風による集中豪雨で盆地内のほぼ全域が浸水[21]。
- 1950年（昭和25年）8月19日 - 小牧大火 集落の 3 分の 1、16 戸全焼（2,300 ㎡）
- 1953年（昭和28年）9月25日 - 台風 13 号襲来 由良川水位 8.1m に達し市街地全域が水没し、死者 4 名、重軽傷者 788 名、家屋の流失 55 戸、家屋の全壊 428 戸、半壊 1,181 戸、床上浸水 3,641 戸（内 2 階浸水 3,202 戸）、床下浸水 195 戸
- 1959年（昭和34年）9月26日 - 伊勢湾台風 由良川水位 7.1m に達し、重軽傷者 26 名、家屋の流失 4 戸、全壊 6 戸、 半壊 103 戸、床上浸水 3,473 戸、床下浸水 1,644 戸
- 1961年（昭和36年）9月16日 - 第二室戸台風 最大瞬間風速 43m を記録し、死者 3 名、重軽傷者 6 名を出し、家屋 の全壊 9 戸、半壊 67 戸
- 1962年（昭和37年）5月8日 - 内記五丁目大火 全焼 12 戸、半焼 3 戸、部分焼 6 戸、農機工場より出火、焼失面積 2,393 ㎡
- 1973年（昭和48年）12月13日 - 新町大火 全焼 13 戸、半焼 2 戸、部分焼 8 戸、り災世帯 10 世帯、り災人員 43 名、 焼失面積 1,929 ㎡
- 1974年（昭和49年）2月13日 - 内記六丁目大火 全焼 6 戸、半焼 1 戸、部分焼 1 戸、り災世帯 8 世帯、り災人員 35 名、死者 1 名、負傷者 2 名、焼失面積 730 ㎡
- 1976年（昭和51年）5月13日 - 内記四丁目大火 全焼 7 戸、部分焼 3 戸、り災世帯 7 世帯、り災人員 20 名、焼失面 積 1,267 ㎡
- 1988年（昭和63年）5月24日 - 2 時 36 分 西中ノ町建物火災、3 時 50 分 駅前町建物火災（道草横町）、両火災で 全焼 2 戸、半焼 5 戸、部分焼 3 戸、り災世帯 8 世帯、り災人員 23 名、焼失面積 709 ㎡

平成
- 2004年（平成16年）10月20日～21日 - 台風 23 号災害、半壊・一部損壊 63 戸、浸水家屋 844 戸。由良川水位 7.55mに達する。
- 2013年（平成25年）2月14日 - 下紺屋町建物火災、全焼 6 棟、部分焼 6 棟、ぼや 1 棟、り災人員 20 名、焼失面積 802 ㎡
- 2013年（平成25年）9月15日 - 台風 18 号災害全壊 2 棟、半壊 311 棟、床下浸水 356 棟、大規模半壊 19 棟、 一部損壊・床上浸水 423 棟、由良川水位 8.3mに達する。
- 2014年（平成26年）8月16日～17日 - 8月豪雨災害16日～17日にかけて降り続いた観測史上最大の雨による内水被害の 発生 4,500棟が浸水
- 2017年（平成29年）9月17日 -「台風18号災害」一部損壊・床上浸水5棟、床下浸水29棟
- 2017年（平成29年）10月22日 -「台風21号災害」半壊12棟、一部損壊・床上浸水77棟、床下浸水92棟
- 2018年（平成30年）7月3日 - 「7月豪雨災害」全壊5棟 半壊39棟 一部損壊・床上浸水208棟・床下浸水493棟

### 行政区画の変遷
現在の市域はかつての丹波国及び丹後国にまたがる。編入前の自治体の変遷については編入前の町村の記事を参照のこと。
- 1889年（明治22年）4月1日 - 町村制の施行により、天田郡福知山各町[注釈 2]の区域をもって天田郡福知山町が発足。
- 1918年（大正7年）4月1日 - 福知山町が天田郡曽我井村を編入する。
- 1936年（昭和11年）10月1日 - 市制施行を念頭に天田郡庵我村・雀部村・下豊富村を編入する。
- 1937年（昭和12年）4月1日 - 天田郡福知山町が市制施行して福知山市が発足。
- 1949年（昭和24年）4月1日 - 天田郡上豊富村・下川口村・西中筋村を編入する。
- 1955年（昭和30年）4月1日 - 天田郡上六人部村・中六人部村・下六人部村・上川口村・金谷村・三岳村・金山村・雲原村を編入する。
- 1956年（昭和31年）9月30日 - 何鹿郡佐賀村が分村し、一部（報恩寺・印内・山野口および私市の残部）を編入する。
- 2006年（平成18年）1月1日 - 大江町・三和町・夜久野町の3町を編入。

| 令 制 国 | 所 属 郡 | 明治22年以前 | 明治22年以前    | 明治22年 4月1日 町村制施行 | 明治22年 - 明治45年                  | 大正元年 - 昭和30年            | 大正元年 - 昭和30年           | 昭和31年 - 昭和63年            | 昭和31年 - 昭和63年              | 昭和31年 - 昭和63年        | 平成元年 - 現在               | 現在     |
| -------- | -------- | ------------ | --------------- | -------------------------- | ------------------------------------ | ------------------------------ | ----------------------------- | ------------------------------ | -------------------------------- | -------------------------- | ----------------------------- | -------- |
| 丹 波 国 | 天 田 郡 | 加用村       | 加用村          | 川合村                     | 川合村                               | 川合村                         | 昭和30年3月1日 三和村         | 昭和31年4月1日 町制 三和町     | 昭和31年4月1日 町制 三和町       | 昭和31年4月1日 町制 三和町 | 平成18年1月1日 福知山市に編入 | 福知山市 |
| 丹 波 国 | 天 田 郡 | 岼村         |                 | 川合村                     | 川合村                               | 川合村                         | 昭和30年3月1日 三和村         | 昭和31年4月1日 町制 三和町     | 昭和31年4月1日 町制 三和町       | 昭和31年4月1日 町制 三和町 | 平成18年1月1日 福知山市に編入 | 福知山市 |
| 丹 波 国 | 天 田 郡 | 大原村       |                 | 川合村                     | 川合村                               | 川合村                         | 昭和30年3月1日 三和村         | 昭和31年4月1日 町制 三和町     | 昭和31年4月1日 町制 三和町       | 昭和31年4月1日 町制 三和町 | 平成18年1月1日 福知山市に編入 | 福知山市 |
| 丹 波 国 | 天 田 郡 | 台頭村       |                 | 川合村                     | 川合村                               | 川合村                         | 昭和30年3月1日 三和村         | 昭和31年4月1日 町制 三和町     | 昭和31年4月1日 町制 三和町       | 昭和31年4月1日 町制 三和町 | 平成18年1月1日 福知山市に編入 | 福知山市 |
| 丹 波 国 | 天 田 郡 | 上川合村     |                 | 川合村                     | 川合村                               | 川合村                         | 昭和30年3月1日 三和村         | 昭和31年4月1日 町制 三和町     | 昭和31年4月1日 町制 三和町       | 昭和31年4月1日 町制 三和町 | 平成18年1月1日 福知山市に編入 | 福知山市 |
| 丹 波 国 | 天 田 郡 | 下川合村     | 一部を除く      | 川合村                     | 川合村                               | 川合村                         | 昭和30年3月1日 三和村         | 昭和31年4月1日 町制 三和町     | 昭和31年4月1日 町制 三和町       | 昭和31年4月1日 町制 三和町 | 平成18年1月1日 福知山市に編入 | 福知山市 |
| 丹 波 国 | 天 田 郡 | 下川合村     | 一部            | 川合村                     | 大正7年10月1日 細見村に編入          | 細見村                         | 昭和30年3月1日 三和村         | 昭和31年4月1日 町制 三和町     | 昭和31年4月1日 町制 三和町       | 昭和31年4月1日 町制 三和町 | 平成18年1月1日 福知山市に編入 | 福知山市 |
| 丹 波 国 | 天 田 郡 | 細見辻村     | 細見辻村        | 細見村                     | 細見村                               | 細見村                         | 昭和30年3月1日 三和村         | 昭和31年4月1日 町制 三和町     | 昭和31年4月1日 町制 三和町       | 昭和31年4月1日 町制 三和町 | 平成18年1月1日 福知山市に編入 | 福知山市 |
| 丹 波 国 | 天 田 郡 | 細見中出村   |                 | 細見村                     | 細見村                               | 細見村                         | 昭和30年3月1日 三和村         | 昭和31年4月1日 町制 三和町     | 昭和31年4月1日 町制 三和町       | 昭和31年4月1日 町制 三和町 | 平成18年1月1日 福知山市に編入 | 福知山市 |
| 丹 波 国 | 天 田 郡 | 細見奥村     |                 | 細見村                     | 細見村                               | 細見村                         | 昭和30年3月1日 三和村         | 昭和31年4月1日 町制 三和町     | 昭和31年4月1日 町制 三和町       | 昭和31年4月1日 町制 三和町 | 平成18年1月1日 福知山市に編入 | 福知山市 |
| 丹 波 国 | 天 田 郡 | 草山村       |                 | 細見村                     | 細見村                               | 細見村                         | 昭和30年3月1日 三和村         | 昭和31年4月1日 町制 三和町     | 昭和31年4月1日 町制 三和町       | 昭和31年4月1日 町制 三和町 | 平成18年1月1日 福知山市に編入 | 福知山市 |
| 丹 波 国 | 天 田 郡 | 寺尾村       |                 | 細見村                     | 細見村                               | 細見村                         | 昭和30年3月1日 三和村         | 昭和31年4月1日 町制 三和町     | 昭和31年4月1日 町制 三和町       | 昭和31年4月1日 町制 三和町 | 平成18年1月1日 福知山市に編入 | 福知山市 |
| 丹 波 国 | 天 田 郡 | 千束村       |                 | 細見村                     | 細見村                               | 細見村                         | 昭和30年3月1日 三和村         | 昭和31年4月1日 町制 三和町     | 昭和31年4月1日 町制 三和町       | 昭和31年4月1日 町制 三和町 | 平成18年1月1日 福知山市に編入 | 福知山市 |
| 丹 波 国 | 天 田 郡 | 芦淵村       |                 | 細見村                     | 細見村                               | 細見村                         | 昭和30年3月1日 三和村         | 昭和31年4月1日 町制 三和町     | 昭和31年4月1日 町制 三和町       | 昭和31年4月1日 町制 三和町 | 平成18年1月1日 福知山市に編入 | 福知山市 |
| 丹 波 国 | 天 田 郡 | 菟原中村     | 菟原中村        | 菟原村                     | 菟原村                               | 菟原村                         | 昭和30年3月1日 三和村         | 昭和31年4月1日 町制 三和町     | 昭和31年4月1日 町制 三和町       | 昭和31年4月1日 町制 三和町 | 平成18年1月1日 福知山市に編入 | 福知山市 |
| 丹 波 国 | 天 田 郡 | 菟原下村     |                 | 菟原村                     | 菟原村                               | 菟原村                         | 昭和30年3月1日 三和村         | 昭和31年4月1日 町制 三和町     | 昭和31年4月1日 町制 三和町       | 昭和31年4月1日 町制 三和町 | 平成18年1月1日 福知山市に編入 | 福知山市 |
| 丹 波 国 | 天 田 郡 | 高杉村       |                 | 菟原村                     | 菟原村                               | 菟原村                         | 昭和30年3月1日 三和村         | 昭和31年4月1日 町制 三和町     | 昭和31年4月1日 町制 三和町       | 昭和31年4月1日 町制 三和町 | 平成18年1月1日 福知山市に編入 | 福知山市 |
| 丹 波 国 | 天 田 郡 | 友淵村       |                 | 菟原村                     | 菟原村                               | 菟原村                         | 昭和30年3月1日 三和村         | 昭和31年4月1日 町制 三和町     | 昭和31年4月1日 町制 三和町       | 昭和31年4月1日 町制 三和町 | 平成18年1月1日 福知山市に編入 | 福知山市 |
| 丹 波 国 | 天 田 郡 | 大身村       |                 | 菟原村                     | 菟原村                               | 菟原村                         | 昭和30年3月1日 三和村         | 昭和31年4月1日 町制 三和町     | 昭和31年4月1日 町制 三和町       | 昭和31年4月1日 町制 三和町 | 平成18年1月1日 福知山市に編入 | 福知山市 |
| 丹 波 国 | 天 田 郡 | 直見村       | 直見村          | 上夜久野村                 | 上夜久野村                           | 上夜久野村                     | 上夜久野村                    | 上夜久野村                     | 上夜久野村                       | 昭和34年1月1日 夜久野町    | 平成18年1月1日 福知山市に編入 | 福知山市 |
| 丹 波 国 | 天 田 郡 | 板生村       |                 | 上夜久野村                 | 上夜久野村                           | 上夜久野村                     | 上夜久野村                    | 上夜久野村                     | 上夜久野村                       | 昭和34年1月1日 夜久野町    | 平成18年1月1日 福知山市に編入 | 福知山市 |
| 丹 波 国 | 天 田 郡 | 平野村       |                 | 上夜久野村                 | 上夜久野村                           | 上夜久野村                     | 上夜久野村                    | 上夜久野村                     | 上夜久野村                       | 昭和34年1月1日 夜久野町    | 平成18年1月1日 福知山市に編入 | 福知山市 |
| 丹 波 国 | 天 田 郡 | 大油子村     | 大油子村        | 中夜久野村                 | 中夜久野村                           | 中夜久野村                     | 中夜久野村                    | 昭和31年9月30日 夜久野町       | 昭和33年11月1日 上夜久野村に編入 | 昭和34年1月1日 夜久野町    | 平成18年1月1日 福知山市に編入 | 福知山市 |
| 丹 波 国 | 天 田 郡 | 小倉村       |                 | 中夜久野村                 | 中夜久野村                           | 中夜久野村                     | 中夜久野村                    | 昭和31年9月30日 夜久野町       | 昭和33年11月1日 上夜久野村に編入 | 昭和34年1月1日 夜久野町    | 平成18年1月1日 福知山市に編入 | 福知山市 |
| 丹 波 国 | 天 田 郡 | 日置村       | 日置村          | 中夜久野村                 | 中夜久野村                           | 中夜久野村                     | 中夜久野村                    | 昭和31年9月30日 夜久野町       | 夜久野町                         | 昭和34年1月1日 夜久野町    | 平成18年1月1日 福知山市に編入 | 福知山市 |
| 丹 波 国 | 天 田 郡 | 末村         |                 | 中夜久野村                 | 中夜久野村                           | 中夜久野村                     | 中夜久野村                    | 昭和31年9月30日 夜久野町       | 夜久野町                         | 昭和34年1月1日 夜久野町    | 平成18年1月1日 福知山市に編入 | 福知山市 |
| 丹 波 国 | 天 田 郡 | 高内村       |                 | 中夜久野村                 | 中夜久野村                           | 中夜久野村                     | 中夜久野村                    | 昭和31年9月30日 夜久野町       | 夜久野町                         | 昭和34年1月1日 夜久野町    | 平成18年1月1日 福知山市に編入 | 福知山市 |
| 丹 波 国 | 天 田 郡 | 井田村       | 井田村          | 下夜久野村                 | 下夜久野村                           | 下夜久野村                     | 下夜久野村                    | 昭和31年9月30日 夜久野町       | 夜久野町                         | 昭和34年1月1日 夜久野町    | 平成18年1月1日 福知山市に編入 | 福知山市 |
| 丹 波 国 | 天 田 郡 | 今西中村     |                 | 下夜久野村                 | 下夜久野村                           | 下夜久野村                     | 下夜久野村                    | 昭和31年9月30日 夜久野町       | 夜久野町                         | 昭和34年1月1日 夜久野町    | 平成18年1月1日 福知山市に編入 | 福知山市 |
| 丹 波 国 | 天 田 郡 | 千原村       |                 | 下夜久野村                 | 下夜久野村                           | 下夜久野村                     | 下夜久野村                    | 昭和31年9月30日 夜久野町       | 夜久野町                         | 昭和34年1月1日 夜久野町    | 平成18年1月1日 福知山市に編入 | 福知山市 |
| 丹 波 国 | 天 田 郡 | 畑村         |                 | 下夜久野村                 | 下夜久野村                           | 下夜久野村                     | 下夜久野村                    | 昭和31年9月30日 夜久野町       | 夜久野町                         | 昭和34年1月1日 夜久野町    | 平成18年1月1日 福知山市に編入 | 福知山市 |
| 丹 波 国 | 天 田 郡 | 額田村       |                 | 下夜久野村                 | 下夜久野村                           | 下夜久野村                     | 下夜久野村                    | 昭和31年9月30日 夜久野町       | 夜久野町                         | 昭和34年1月1日 夜久野町    | 平成18年1月1日 福知山市に編入 | 福知山市 |
| 丹 波 国 | 何 鹿 郡 | 私市村の一部 | 私市村の一部    | 佐賀村 の一部              | 佐賀村の一部                         | 佐賀村の一部                   | 佐賀村の一部                  | 昭和31年9月30日 福知山市に編入 | 福知山市                         | 福知山市                   | 福知山市                      | 福知山市 |
| 丹 波 国 | 何 鹿 郡 | 報恩寺村     |                 | 佐賀村 の一部              | 佐賀村の一部                         | 佐賀村の一部                   | 佐賀村の一部                  | 昭和31年9月30日 福知山市に編入 | 福知山市                         | 福知山市                   | 福知山市                      | 福知山市 |
| 丹 波 国 | 何 鹿 郡 | 印内村       |                 | 佐賀村 の一部              | 佐賀村の一部                         | 佐賀村の一部                   | 佐賀村の一部                  | 昭和31年9月30日 福知山市に編入 | 福知山市                         | 福知山市                   | 福知山市                      | 福知山市 |
| 丹 波 国 | 何 鹿 郡 | 山野口村     |                 | 佐賀村 の一部              | 佐賀村の一部                         | 佐賀村の一部                   | 佐賀村の一部                  | 昭和31年9月30日 福知山市に編入 | 福知山市                         | 福知山市                   | 福知山市                      | 福知山市 |
| 丹 波 国 | 天 田 郡 | 福知山町     | 福知山町        | 福知山町                   | 福知山町                             | 福知山町                       | 昭和12年4月1日 市制 福知山市  | 福知山市                       | 福知山市                         | 福知山市                   | 福知山市                      | 福知山市 |
| 丹 波 国 | 天 田 郡 | 堀村         | 堀村            | 曽我井村                   | 大正7年4月1日 福知山町に編入         | 福知山町                       | 昭和12年4月1日 市制 福知山市  | 福知山市                       | 福知山市                         | 福知山市                   | 福知山市                      | 福知山市 |
| 丹 波 国 | 天 田 郡 | 南岡村       | 明治14年 天田村 | 曽我井村                   | 大正7年4月1日 福知山町に編入         | 福知山町                       | 昭和12年4月1日 市制 福知山市  | 福知山市                       | 福知山市                         | 福知山市                   | 福知山市                      | 福知山市 |
| 丹 波 国 | 天 田 郡 | 木村         | 明治14年 天田村 | 曽我井村                   | 大正7年4月1日 福知山町に編入         | 福知山町                       | 昭和12年4月1日 市制 福知山市  | 福知山市                       | 福知山市                         | 福知山市                   | 福知山市                      | 福知山市 |
| 丹 波 国 | 天 田 郡 | 和久市村     |                 | 曽我井村                   | 大正7年4月1日 福知山町に編入         | 福知山町                       | 昭和12年4月1日 市制 福知山市  | 福知山市                       | 福知山市                         | 福知山市                   | 福知山市                      | 福知山市 |
| 丹 波 国 | 天 田 郡 | 笹尾村       |                 | 曽我井村                   | 大正7年4月1日 福知山町に編入         | 福知山町                       | 昭和12年4月1日 市制 福知山市  | 福知山市                       | 福知山市                         | 福知山市                   | 福知山市                      | 福知山市 |
| 丹 波 国 | 天 田 郡 | 土師村       | 土師村          | 雀部村                     | 雀部村                               | 昭和11年10月1日 福知山町に編入 | 昭和12年4月1日 市制 福知山市  | 福知山市                       | 福知山市                         | 福知山市                   | 福知山市                      | 福知山市 |
| 丹 波 国 | 天 田 郡 | 前田村       |                 | 雀部村                     | 雀部村                               | 昭和11年10月1日 福知山町に編入 | 昭和12年4月1日 市制 福知山市  | 福知山市                       | 福知山市                         | 福知山市                   | 福知山市                      | 福知山市 |
| 丹 波 国 | 天 田 郡 | 川北村       |                 | 雀部村                     | 雀部村                               | 昭和11年10月1日 福知山町に編入 | 昭和12年4月1日 市制 福知山市  | 福知山市                       | 福知山市                         | 福知山市                   | 福知山市                      | 福知山市 |
| 丹 波 国 | 天 田 郡 | 猪崎村       | 猪崎村          | 庵我村                     | 庵我村                               | 昭和11年10月1日 福知山町に編入 | 昭和12年4月1日 市制 福知山市  | 福知山市                       | 福知山市                         | 福知山市                   | 福知山市                      | 福知山市 |
| 丹 波 国 | 天 田 郡 | 中村         |                 | 庵我村                     | 庵我村                               | 昭和11年10月1日 福知山町に編入 | 昭和12年4月1日 市制 福知山市  | 福知山市                       | 福知山市                         | 福知山市                   | 福知山市                      | 福知山市 |
| 丹 波 国 | 天 田 郡 | 池部村       |                 | 庵我村                     | 庵我村                               | 昭和11年10月1日 福知山町に編入 | 昭和12年4月1日 市制 福知山市  | 福知山市                       | 福知山市                         | 福知山市                   | 福知山市                      | 福知山市 |
| 丹 波 国 | 天 田 郡 | 安井村       |                 | 庵我村                     | 庵我村                               | 昭和11年10月1日 福知山町に編入 | 昭和12年4月1日 市制 福知山市  | 福知山市                       | 福知山市                         | 福知山市                   | 福知山市                      | 福知山市 |
| 丹 波 国 | 天 田 郡 | 筈巻村       |                 | 庵我村                     | 庵我村                               | 昭和11年10月1日 福知山町に編入 | 昭和12年4月1日 市制 福知山市  | 福知山市                       | 福知山市                         | 福知山市                   | 福知山市                      | 福知山市 |
| 丹 波 国 | 天 田 郡 | 室村         | 室村            | 下豊富村                   | 下豊富村                             | 昭和11年10月1日 福知山町に編入 | 昭和12年4月1日 市制 福知山市  | 福知山市                       | 福知山市                         | 福知山市                   | 福知山市                      | 福知山市 |
| 丹 波 国 | 天 田 郡 | 市寺村       |                 | 下豊富村                   | 下豊富村                             | 昭和11年10月1日 福知山町に編入 | 昭和12年4月1日 市制 福知山市  | 福知山市                       | 福知山市                         | 福知山市                   | 福知山市                      | 福知山市 |
| 丹 波 国 | 天 田 郡 | 正明寺村     |                 | 下豊富村                   | 下豊富村                             | 昭和11年10月1日 福知山町に編入 | 昭和12年4月1日 市制 福知山市  | 福知山市                       | 福知山市                         | 福知山市                   | 福知山市                      | 福知山市 |
| 丹 波 国 | 天 田 郡 | 厚村         |                 | 下豊富村                   | 下豊富村                             | 昭和11年10月1日 福知山町に編入 | 昭和12年4月1日 市制 福知山市  | 福知山市                       | 福知山市                         | 福知山市                   | 福知山市                      | 福知山市 |
| 丹 波 国 | 天 田 郡 | 岩井村       |                 | 下豊富村                   | 下豊富村                             | 昭和11年10月1日 福知山町に編入 | 昭和12年4月1日 市制 福知山市  | 福知山市                       | 福知山市                         | 福知山市                   | 福知山市                      | 福知山市 |
| 丹 波 国 | 天 田 郡 | 荒河村       |                 | 下豊富村                   | 下豊富村                             | 昭和11年10月1日 福知山町に編入 | 昭和12年4月1日 市制 福知山市  | 福知山市                       | 福知山市                         | 福知山市                   | 福知山市                      | 福知山市 |
| 丹 波 国 | 天 田 郡 | 奥野部村     |                 | 下豊富村                   | 下豊富村                             | 昭和11年10月1日 福知山町に編入 | 昭和12年4月1日 市制 福知山市  | 福知山市                       | 福知山市                         | 福知山市                   | 福知山市                      | 福知山市 |
| 丹 波 国 | 天 田 郡 | 新庄村       |                 | 下豊富村                   | 下豊富村                             | 昭和11年10月1日 福知山町に編入 | 昭和12年4月1日 市制 福知山市  | 福知山市                       | 福知山市                         | 福知山市                   | 福知山市                      | 福知山市 |
| 丹 波 国 | 天 田 郡 | 今安村       |                 | 下豊富村                   | 下豊富村                             | 昭和11年10月1日 福知山町に編入 | 昭和12年4月1日 市制 福知山市  | 福知山市                       | 福知山市                         | 福知山市                   | 福知山市                      | 福知山市 |
| 丹 波 国 | 天 田 郡 | 半田村       |                 | 下豊富村                   | 下豊富村                             | 昭和11年10月1日 福知山町に編入 | 昭和12年4月1日 市制 福知山市  | 福知山市                       | 福知山市                         | 福知山市                   | 福知山市                      | 福知山市 |
| 丹 波 国 | 天 田 郡 | 和久寺村     |                 | 下豊富村                   | 下豊富村                             | 昭和11年10月1日 福知山町に編入 | 昭和12年4月1日 市制 福知山市  | 福知山市                       | 福知山市                         | 福知山市                   | 福知山市                      | 福知山市 |
| 丹 波 国 | 天 田 郡 | 大門村       |                 | 下豊富村                   | 下豊富村                             | 昭和11年10月1日 福知山町に編入 | 昭和12年4月1日 市制 福知山市  | 福知山市                       | 福知山市                         | 福知山市                   | 福知山市                      | 福知山市 |
| 丹 波 国 | 天 田 郡 | 拝師村       |                 | 下豊富村                   | 下豊富村                             | 昭和11年10月1日 福知山町に編入 | 昭和12年4月1日 市制 福知山市  | 福知山市                       | 福知山市                         | 福知山市                   | 福知山市                      | 福知山市 |
| 丹 波 国 | 天 田 郡 | 談村         | 談村            | 上豊富村                   | 上豊富村                             | 上豊富村                       | 昭和24年4月1日 福知山市に編入 | 福知山市                       | 福知山市                         | 福知山市                   | 福知山市                      | 福知山市 |
| 丹 波 国 | 天 田 郡 | 小牧村       |                 | 上豊富村                   | 上豊富村                             | 上豊富村                       | 昭和24年4月1日 福知山市に編入 | 福知山市                       | 福知山市                         | 福知山市                   | 福知山市                      | 福知山市 |
| 丹 波 国 | 天 田 郡 | 北山村       |                 | 上豊富村                   | 上豊富村                             | 上豊富村                       | 昭和24年4月1日 福知山市に編入 | 福知山市                       | 福知山市                         | 福知山市                   | 福知山市                      | 福知山市 |
| 丹 波 国 | 天 田 郡 | 樽水村       |                 | 上豊富村                   | 上豊富村                             | 上豊富村                       | 昭和24年4月1日 福知山市に編入 | 福知山市                       | 福知山市                         | 福知山市                   | 福知山市                      | 福知山市 |
| 丹 波 国 | 天 田 郡 | 畑中村       |                 | 上豊富村                   | 上豊富村                             | 上豊富村                       | 昭和24年4月1日 福知山市に編入 | 福知山市                       | 福知山市                         | 福知山市                   | 福知山市                      | 福知山市 |
| 丹 波 国 | 天 田 郡 | 石場村       |                 | 上豊富村                   | 上豊富村                             | 上豊富村                       | 昭和24年4月1日 福知山市に編入 | 福知山市                       | 福知山市                         | 福知山市                   | 福知山市                      | 福知山市 |
| 丹 波 国 | 天 田 郡 | 榎原村       |                 | 上豊富村                   | 上豊富村                             | 上豊富村                       | 昭和24年4月1日 福知山市に編入 | 福知山市                       | 福知山市                         | 福知山市                   | 福知山市                      | 福知山市 |
| 丹 波 国 | 天 田 郡 | 土村         | 土村            | 西中筋村                   | 西中筋村                             | 西中筋村                       | 昭和24年4月1日 福知山市に編入 | 福知山市                       | 福知山市                         | 福知山市                   | 福知山市                      | 福知山市 |
| 丹 波 国 | 天 田 郡 | 石原村       |                 | 西中筋村                   | 西中筋村                             | 西中筋村                       | 昭和24年4月1日 福知山市に編入 | 福知山市                       | 福知山市                         | 福知山市                   | 福知山市                      | 福知山市 |
| 丹 波 国 | 天 田 郡 | 興村         |                 | 西中筋村                   | 西中筋村                             | 西中筋村                       | 昭和24年4月1日 福知山市に編入 | 福知山市                       | 福知山市                         | 福知山市                   | 福知山市                      | 福知山市 |
| 丹 波 国 | 天 田 郡 | 観音寺村     |                 | 西中筋村                   | 西中筋村                             | 西中筋村                       | 昭和24年4月1日 福知山市に編入 | 福知山市                       | 福知山市                         | 福知山市                   | 福知山市                      | 福知山市 |
| 丹 波 国 | 天 田 郡 | 戸田村       |                 | 西中筋村                   | 西中筋村                             | 西中筋村                       | 昭和24年4月1日 福知山市に編入 | 福知山市                       | 福知山市                         | 福知山市                   | 福知山市                      | 福知山市 |
| 丹 波 国 | 天 田 郡 | 漆端村       | 漆端村          | 下川口村                   | 下川口村                             | 下川口村                       | 昭和24年4月1日 福知山市に編入 | 福知山市                       | 福知山市                         | 福知山市                   | 福知山市                      | 福知山市 |
| 丹 波 国 | 天 田 郡 | 一尾村       |                 | 下川口村                   | 下川口村                             | 下川口村                       | 昭和24年4月1日 福知山市に編入 | 福知山市                       | 福知山市                         | 福知山市                   | 福知山市                      | 福知山市 |
| 丹 波 国 | 天 田 郡 | 上天津村     |                 | 下川口村                   | 下川口村                             | 下川口村                       | 昭和24年4月1日 福知山市に編入 | 福知山市                       | 福知山市                         | 福知山市                   | 福知山市                      | 福知山市 |
| 丹 波 国 | 天 田 郡 | 下天津村     |                 | 下川口村                   | 下川口村                             | 下川口村                       | 昭和24年4月1日 福知山市に編入 | 福知山市                       | 福知山市                         | 福知山市                   | 福知山市                      | 福知山市 |
| 丹 波 国 | 天 田 郡 | 牧村         |                 | 下川口村                   | 下川口村                             | 下川口村                       | 昭和24年4月1日 福知山市に編入 | 福知山市                       | 福知山市                         | 福知山市                   | 福知山市                      | 福知山市 |
| 丹 波 国 | 天 田 郡 | 瘤木村       |                 | 下川口村                   | 下川口村                             | 下川口村                       | 昭和24年4月1日 福知山市に編入 | 福知山市                       | 福知山市                         | 福知山市                   | 福知山市                      | 福知山市 |
| 丹 波 国 | 天 田 郡 | 野花村       | 野花村          | 上川口村                   | 上川口村                             | 上川口村                       | 昭和30年4月1日 福知山市に編入 | 福知山市                       | 福知山市                         | 福知山市                   | 福知山市                      | 福知山市 |
| 丹 波 国 | 天 田 郡 | 立原村       |                 | 上川口村                   | 上川口村                             | 上川口村                       | 昭和30年4月1日 福知山市に編入 | 福知山市                       | 福知山市                         | 福知山市                   | 福知山市                      | 福知山市 |
| 丹 波 国 | 天 田 郡 | 十二村       |                 | 上川口村                   | 上川口村                             | 上川口村                       | 昭和30年4月1日 福知山市に編入 | 福知山市                       | 福知山市                         | 福知山市                   | 福知山市                      | 福知山市 |
| 丹 波 国 | 天 田 郡 | 夷村         |                 | 上川口村                   | 上川口村                             | 上川口村                       | 昭和30年4月1日 福知山市に編入 | 福知山市                       | 福知山市                         | 福知山市                   | 福知山市                      | 福知山市 |
| 丹 波 国 | 天 田 郡 | 上大内村     |                 | 上川口村                   | 上川口村                             | 上川口村                       | 昭和30年4月1日 福知山市に編入 | 福知山市                       | 福知山市                         | 福知山市                   | 福知山市                      | 福知山市 |
| 丹 波 国 | 天 田 郡 | 下大内村     |                 | 上川口村                   | 上川口村                             | 上川口村                       | 昭和30年4月1日 福知山市に編入 | 福知山市                       | 福知山市                         | 福知山市                   | 福知山市                      | 福知山市 |
| 丹 波 国 | 天 田 郡 | 下小田村     |                 | 上川口村                   | 上川口村                             | 上川口村                       | 昭和30年4月1日 福知山市に編入 | 福知山市                       | 福知山市                         | 福知山市                   | 福知山市                      | 福知山市 |
| 丹 波 国 | 天 田 郡 | 上小田村     |                 | 上川口村                   | 上川口村                             | 上川口村                       | 昭和30年4月1日 福知山市に編入 | 福知山市                       | 福知山市                         | 福知山市                   | 福知山市                      | 福知山市 |
| 丹 波 国 | 天 田 郡 | 大呂村       |                 | 上川口村                   | 上川口村                             | 上川口村                       | 昭和30年4月1日 福知山市に編入 | 福知山市                       | 福知山市                         | 福知山市                   | 福知山市                      | 福知山市 |
| 丹 波 国 | 天 田 郡 | 萩原村       | 萩原村          | 上六人部村                 | 上六人部村                           | 上六人部村                     | 昭和30年4月1日 福知山市に編入 | 福知山市                       | 福知山市                         | 福知山市                   | 福知山市                      | 福知山市 |
| 丹 波 国 | 天 田 郡 | 生野村       |                 | 上六人部村                 | 上六人部村                           | 上六人部村                     | 昭和30年4月1日 福知山市に編入 | 福知山市                       | 福知山市                         | 福知山市                   | 福知山市                      | 福知山市 |
| 丹 波 国 | 天 田 郡 | 堀越村       |                 | 上六人部村                 | 上六人部村                           | 上六人部村                     | 昭和30年4月1日 福知山市に編入 | 福知山市                       | 福知山市                         | 福知山市                   | 福知山市                      | 福知山市 |
| 丹 波 国 | 天 田 郡 | 上野村       |                 | 上六人部村                 | 上六人部村                           | 上六人部村                     | 昭和30年4月1日 福知山市に編入 | 福知山市                       | 福知山市                         | 福知山市                   | 福知山市                      | 福知山市 |
| 丹 波 国 | 天 田 郡 | 正後寺村     |                 | 上六人部村                 | 上六人部村                           | 上六人部村                     | 昭和30年4月1日 福知山市に編入 | 福知山市                       | 福知山市                         | 福知山市                   | 福知山市                      | 福知山市 |
| 丹 波 国 | 天 田 郡 | 坂室村       |                 | 上六人部村                 | 上六人部村                           | 上六人部村                     | 昭和30年4月1日 福知山市に編入 | 福知山市                       | 福知山市                         | 福知山市                   | 福知山市                      | 福知山市 |
| 丹 波 国 | 天 田 郡 | 三俣村       |                 | 上六人部村                 | 上六人部村                           | 上六人部村                     | 昭和30年4月1日 福知山市に編入 | 福知山市                       | 福知山市                         | 福知山市                   | 福知山市                      | 福知山市 |
| 丹 波 国 | 天 田 郡 | 池田村       |                 | 上六人部村                 | 上六人部村                           | 上六人部村                     | 昭和30年4月1日 福知山市に編入 | 福知山市                       | 福知山市                         | 福知山市                   | 福知山市                      | 福知山市 |
| 丹 波 国 | 天 田 郡 | 岩崎村       |                 | 上六人部村                 | 上六人部村                           | 上六人部村                     | 昭和30年4月1日 福知山市に編入 | 福知山市                       | 福知山市                         | 福知山市                   | 福知山市                      | 福知山市 |
| 丹 波 国 | 天 田 郡 | 宮村         | 宮村            | 中六人部村                 | 中六人部村                           | 中六人部村                     | 昭和30年4月1日 福知山市に編入 | 福知山市                       | 福知山市                         | 福知山市                   | 福知山市                      | 福知山市 |
| 丹 波 国 | 天 田 郡 | 大内村       |                 | 中六人部村                 | 中六人部村                           | 中六人部村                     | 昭和30年4月1日 福知山市に編入 | 福知山市                       | 福知山市                         | 福知山市                   | 福知山市                      | 福知山市 |
| 丹 波 国 | 天 田 郡 | 田野村       |                 | 中六人部村                 | 中六人部村                           | 中六人部村                     | 昭和30年4月1日 福知山市に編入 | 福知山市                       | 福知山市                         | 福知山市                   | 福知山市                      | 福知山市 |
| 丹 波 国 | 天 田 郡 | 長田村       | 長田村          | 下六人部村                 | 下六人部村                           | 下六人部村                     | 昭和30年4月1日 福知山市に編入 | 福知山市                       | 福知山市                         | 福知山市                   | 福知山市                      | 福知山市 |
| 丹 波 国 | 天 田 郡 | 多保市村     |                 | 下六人部村                 | 下六人部村                           | 下六人部村                     | 昭和30年4月1日 福知山市に編入 | 福知山市                       | 福知山市                         | 福知山市                   | 福知山市                      | 福知山市 |
| 丹 波 国 | 天 田 郡 | 岩間村       |                 | 下六人部村                 | 下六人部村                           | 下六人部村                     | 昭和30年4月1日 福知山市に編入 | 福知山市                       | 福知山市                         | 福知山市                   | 福知山市                      | 福知山市 |
| 丹 波 国 | 天 田 郡 | 上佐々木村   | 上佐々木村      | 三岳村                     | 三岳村                               | 三岳村                         | 昭和30年4月1日 福知山市に編入 | 福知山市                       | 福知山市                         | 福知山市                   | 福知山市                      | 福知山市 |
| 丹 波 国 | 天 田 郡 | 中佐々木村   |                 | 三岳村                     | 三岳村                               | 三岳村                         | 昭和30年4月1日 福知山市に編入 | 福知山市                       | 福知山市                         | 福知山市                   | 福知山市                      | 福知山市 |
| 丹 波 国 | 天 田 郡 | 下佐々木村   |                 | 三岳村                     | 三岳村                               | 三岳村                         | 昭和30年4月1日 福知山市に編入 | 福知山市                       | 福知山市                         | 福知山市                   | 福知山市                      | 福知山市 |
| 丹 波 国 | 天 田 郡 | 日尾村       |                 | 三岳村                     | 三岳村                               | 三岳村                         | 昭和30年4月1日 福知山市に編入 | 福知山市                       | 福知山市                         | 福知山市                   | 福知山市                      | 福知山市 |
| 丹 波 国 | 天 田 郡 | 喜多村       |                 | 三岳村                     | 三岳村                               | 三岳村                         | 昭和30年4月1日 福知山市に編入 | 福知山市                       | 福知山市                         | 福知山市                   | 福知山市                      | 福知山市 |
| 丹 波 国 | 天 田 郡 | 常願寺村     |                 | 三岳村                     | 三岳村                               | 三岳村                         | 昭和30年4月1日 福知山市に編入 | 福知山市                       | 福知山市                         | 福知山市                   | 福知山市                      | 福知山市 |
| 丹 波 国 | 天 田 郡 | 一ノ宮村     |                 | 三岳村                     | 三岳村                               | 三岳村                         | 昭和30年4月1日 福知山市に編入 | 福知山市                       | 福知山市                         | 福知山市                   | 福知山市                      | 福知山市 |
| 丹 波 国 | 天 田 郡 | 猪野々村     | 猪野々村        | 金谷村                     | 金谷村                               | 金谷村                         | 昭和30年4月1日 福知山市に編入 | 福知山市                       | 福知山市                         | 福知山市                   | 福知山市                      | 福知山市 |
| 丹 波 国 | 天 田 郡 | 梅谷村       |                 | 金谷村                     | 金谷村                               | 金谷村                         | 昭和30年4月1日 福知山市に編入 | 福知山市                       | 福知山市                         | 福知山市                   | 福知山市                      | 福知山市 |
| 丹 波 国 | 天 田 郡 | 田和村       |                 | 金谷村                     | 金谷村                               | 金谷村                         | 昭和30年4月1日 福知山市に編入 | 福知山市                       | 福知山市                         | 福知山市                   | 福知山市                      | 福知山市 |
| 丹 波 国 | 天 田 郡 | 宮垣村       |                 | 金谷村                     | 金谷村                               | 金谷村                         | 昭和30年4月1日 福知山市に編入 | 福知山市                       | 福知山市                         | 福知山市                   | 福知山市                      | 福知山市 |
| 丹 波 国 | 天 田 郡 | 下野条村     | 下野条村        | 金山村                     | 金山村                               | 金山村                         | 昭和30年4月1日 福知山市に編入 | 福知山市                       | 福知山市                         | 福知山市                   | 福知山市                      | 福知山市 |
| 丹 波 国 | 天 田 郡 | 上野条村     |                 | 金山村                     | 金山村                               | 金山村                         | 昭和30年4月1日 福知山市に編入 | 福知山市                       | 福知山市                         | 福知山市                   | 福知山市                      | 福知山市 |
| 丹 波 国 | 天 田 郡 | 行積村       |                 | 金山村                     | 金山村                               | 金山村                         | 昭和30年4月1日 福知山市に編入 | 福知山市                       | 福知山市                         | 福知山市                   | 福知山市                      | 福知山市 |
| 丹 波 国 | 天 田 郡 | 長尾村       |                 | 金山村                     | 金山村                               | 金山村                         | 昭和30年4月1日 福知山市に編入 | 福知山市                       | 福知山市                         | 福知山市                   | 福知山市                      | 福知山市 |
| 丹 波 国 | 天 田 郡 | 天座村       |                 | 金山村                     | 金山村                               | 金山村                         | 昭和30年4月1日 福知山市に編入 | 福知山市                       | 福知山市                         | 福知山市                   | 福知山市                      | 福知山市 |
| 丹 後 国 | 与 謝 郡 | 雲原村       | 雲原村          | 雲原村                     | 明治35年4月1日 所属変更 天田郡雲原村 | 雲原村                         | 昭和30年4月1日 福知山市に編入 | 福知山市                       | 福知山市                         | 福知山市                   | 福知山市                      | 福知山市 |
| 丹 後 国 | 加 佐 郡 | 河守村       | 河守村          | 河守下村                   | 明治23年12月10日 町制改称 河守町     | 河守町                         | 昭和26年4月1日 改称 大江町    | 大江町                         | 大江町                           | 大江町                     | 平成18年1月1日 福知山市に編入 | 福知山市 |
| 丹 後 国 | 加 佐 郡 | 金屋村       |                 | 河守下村                   | 明治23年12月10日 町制改称 河守町     | 河守町                         | 昭和26年4月1日 改称 大江町    | 大江町                         | 大江町                           | 大江町                     | 平成18年1月1日 福知山市に編入 | 福知山市 |
| 丹 後 国 | 加 佐 郡 | 関村         |                 | 河守下村                   | 明治23年12月10日 町制改称 河守町     | 河守町                         | 昭和26年4月1日 改称 大江町    | 大江町                         | 大江町                           | 大江町                     | 平成18年1月1日 福知山市に編入 | 福知山市 |
| 丹 後 国 | 加 佐 郡 | 上野村       |                 | 河守下村                   | 明治23年12月10日 町制改称 河守町     | 河守町                         | 昭和26年4月1日 改称 大江町    | 大江町                         | 大江町                           | 大江町                     | 平成18年1月1日 福知山市に編入 | 福知山市 |
| 丹 後 国 | 加 佐 郡 | 波美村       |                 | 河守下村                   | 明治23年12月10日 町制改称 河守町     | 河守町                         | 昭和26年4月1日 改称 大江町    | 大江町                         | 大江町                           | 大江町                     | 平成18年1月1日 福知山市に編入 | 福知山市 |
| 丹 後 国 | 加 佐 郡 | 仏性寺村     | 仏性寺村        | 河守上村                   | 河守上村                             | 河守上村                       | 昭和26年4月1日 河守町に編入   | 大江町                         | 大江町                           | 大江町                     | 平成18年1月1日 福知山市に編入 | 福知山市 |
| 丹 後 国 | 加 佐 郡 | 北原村       |                 | 河守上村                   | 河守上村                             | 河守上村                       | 昭和26年4月1日 河守町に編入   | 大江町                         | 大江町                           | 大江町                     | 平成18年1月1日 福知山市に編入 | 福知山市 |
| 丹 後 国 | 加 佐 郡 | 毛原村       |                 | 河守上村                   | 河守上村                             | 河守上村                       | 昭和26年4月1日 河守町に編入   | 大江町                         | 大江町                           | 大江町                     | 平成18年1月1日 福知山市に編入 | 福知山市 |
| 丹 後 国 | 加 佐 郡 | 内宮村       |                 | 河守上村                   | 河守上村                             | 河守上村                       | 昭和26年4月1日 河守町に編入   | 大江町                         | 大江町                           | 大江町                     | 平成18年1月1日 福知山市に編入 | 福知山市 |
| 丹 後 国 | 加 佐 郡 | 二俣村       |                 | 河守上村                   | 河守上村                             | 河守上村                       | 昭和26年4月1日 河守町に編入   | 大江町                         | 大江町                           | 大江町                     | 平成18年1月1日 福知山市に編入 | 福知山市 |
| 丹 後 国 | 加 佐 郡 | 天田内村     |                 | 河守上村                   | 河守上村                             | 河守上村                       | 昭和26年4月1日 河守町に編入   | 大江町                         | 大江町                           | 大江町                     | 平成18年1月1日 福知山市に編入 | 福知山市 |
| 丹 後 国 | 加 佐 郡 | 橋谷村       |                 | 河守上村                   | 河守上村                             | 河守上村                       | 昭和26年4月1日 河守町に編入   | 大江町                         | 大江町                           | 大江町                     | 平成18年1月1日 福知山市に編入 | 福知山市 |
| 丹 後 国 | 加 佐 郡 | 蓼原村       | 蓼原村          | 河西村                     | 河西村                               | 河西村                         | 昭和26年4月1日 河守町に編入   | 大江町                         | 大江町                           | 大江町                     | 平成18年1月1日 福知山市に編入 | 福知山市 |
| 丹 後 国 | 加 佐 郡 | 小原田村     |                 | 河西村                     | 河西村                               | 河西村                         | 昭和26年4月1日 河守町に編入   | 大江町                         | 大江町                           | 大江町                     | 平成18年1月1日 福知山市に編入 | 福知山市 |
| 丹 後 国 | 加 佐 郡 | 日藤村       |                 | 河西村                     | 河西村                               | 河西村                         | 昭和26年4月1日 河守町に編入   | 大江町                         | 大江町                           | 大江町                     | 平成18年1月1日 福知山市に編入 | 福知山市 |
| 丹 後 国 | 加 佐 郡 | 公庄村       |                 | 河西村                     | 河西村                               | 河西村                         | 昭和26年4月1日 河守町に編入   | 大江町                         | 大江町                           | 大江町                     | 平成18年1月1日 福知山市に編入 | 福知山市 |
| 丹 後 国 | 加 佐 郡 | 南山村       | 南山村          | 河東村                     | 河東村                               | 河東村                         | 昭和26年4月1日 河守町に編入   | 大江町                         | 大江町                           | 大江町                     | 平成18年1月1日 福知山市に編入 | 福知山市 |
| 丹 後 国 | 加 佐 郡 | 夏間村       |                 | 河東村                     | 河東村                               | 河東村                         | 昭和26年4月1日 河守町に編入   | 大江町                         | 大江町                           | 大江町                     | 平成18年1月1日 福知山市に編入 | 福知山市 |
| 丹 後 国 | 加 佐 郡 | 在田村       |                 | 河東村                     | 河東村                               | 河東村                         | 昭和26年4月1日 河守町に編入   | 大江町                         | 大江町                           | 大江町                     | 平成18年1月1日 福知山市に編入 | 福知山市 |
| 丹 後 国 | 加 佐 郡 | 常津村       |                 | 河東村                     | 河東村                               | 河東村                         | 昭和26年4月1日 河守町に編入   | 大江町                         | 大江町                           | 大江町                     | 平成18年1月1日 福知山市に編入 | 福知山市 |
| 丹 後 国 | 加 佐 郡 | 尾藤村       |                 | 河東村                     | 河東村                               | 河東村                         | 昭和26年4月1日 河守町に編入   | 大江町                         | 大江町                           | 大江町                     | 平成18年1月1日 福知山市に編入 | 福知山市 |
| 丹 後 国 | 加 佐 郡 | 千原村       |                 | 河東村                     | 河東村                               | 河東村                         | 昭和26年4月1日 河守町に編入   | 大江町                         | 大江町                           | 大江町                     | 平成18年1月1日 福知山市に編入 | 福知山市 |
| 丹 後 国 | 加 佐 郡 | 北有路村     | 北有路村        | 有路上村                   | 有路上村                             | 有路上村                       | 昭和26年4月1日 河守町に編入   | 大江町                         | 大江町                           | 大江町                     | 平成18年1月1日 福知山市に編入 | 福知山市 |
| 丹 後 国 | 加 佐 郡 | 南有路村     |                 | 有路上村                   | 有路上村                             | 有路上村                       | 昭和26年4月1日 河守町に編入   | 大江町                         | 大江町                           | 大江町                     | 平成18年1月1日 福知山市に編入 | 福知山市 |
| 丹 後 国 | 加 佐 郡 | 三河村       | 三河村          | 有路下村                   | 有路下村                             | 有路下村                       | 昭和26年4月1日 河守町に編入   | 大江町                         | 大江町                           | 大江町                     | 平成18年1月1日 福知山市に編入 | 福知山市 |
| 丹 後 国 | 加 佐 郡 | 高津江村     |                 | 有路下村                   | 有路下村                             | 有路下村                       | 昭和26年4月1日 河守町に編入   | 大江町                         | 大江町                           | 大江町                     | 平成18年1月1日 福知山市に編入 | 福知山市 |
| 丹 後 国 | 加 佐 郡 | 二箇村       |                 | 有路下村                   | 有路下村                             | 有路下村                       | 昭和26年4月1日 河守町に編入   | 大江町                         | 大江町                           | 大江町                     | 平成18年1月1日 福知山市に編入 | 福知山市 |
| 丹 後 国 | 加 佐 郡 | 市原谷村     |                 | 有路下村                   | 有路下村                             | 有路下村                       | 昭和26年4月1日 河守町に編入   | 大江町                         | 大江町                           | 大江町                     | 平成18年1月1日 福知山市に編入 | 福知山市 |

## 行政

福知山市章

### 市長
歴代市長
| 代   | 氏名       | 就任年月  | 退任年月  | 前職           |
| ---- | ---------- | --------- | --------- | -------------- |
| 初代 | 高木半兵衛 | 1937年5月 | 1940年6月 | 銀行頭取       |
| 2    | 岸本熊太郎 | 1940年6月 | 1942年7月 | 助役           |
| 3    | 田中庄太郎 | 1942年7月 | 1946年6月 | 京都府議会議員 |
| 4    | 竹内正夫   | 1946年6月 | 1951年4月 | 医師           |
| 5    | 牧野源太郎 | 1951年4月 | 1954年8月 | 助役           |
| 6    | 天野博     | 1954年8月 | 1962年8月 | 助役           |
| 7    | 塩見精太郎 | 1962年8月 | 1990年8月 | 助役           |
| 8    | 中村稔     | 1990年8月 | 2004年6月 | 助役           |
| 9    | 高日音彦   | 2004年6月 | 2008年6月 | 助役           |
| 10   | 松山正治   | 2008年6月 | 2016年6月 | 農業           |
| 11   | 大橋一夫   | 2016年6月 | 現職      |                |

市章
現在の福知山市章は、1938年（昭和13年）12月に公募により二千点近くの中から選ばれ制定されたもので、「ふくちやま」の頭文字である「ふ」をカタカナにし、それを九つ並べて図案化されたものであり、その図案は「フ九」つまり「福」をこの市章は表している。
市民憲章
1991年（平成3年）4月1日に市民憲章が制定され、福知山の四季や由良川などが謳われている。

### 役所
市役所
本庁および平成の市町村合併以前の各町単位に3つの支所を設けている。夜久野支所以外は旧庁舎におかれている。
| 役所名       | 所在地                                        | 電話番号     |
| ------------ | --------------------------------------------- | ------------ |
| 福知山市役所 | 福知山市字内記13番地の1（内記3丁目）          | 0773-22-6111 |
| 三和支所     | 福知山市三和町千束515番地（千束）             | 0773-58-3001 |
| 大江支所     | 福知山市大江町河守285番地（中央）             | 0773-56-1101 |
| 夜久野支所   | 福知山市夜久野町額田48番地の1（夜久野町下町） | 0773-37-1101 |

### 姉妹都市･提携都市
姉妹都市
- 長崎県島原市 - 1983年（昭和58年）3月1日、姉妹都市提携締結。当時の福知山藩主であった松平忠房が、1669年（寛文9年）の国替えによって島原藩に移り住んだのがきっかけとなり姉妹都市となった[22]。

提携都市
- 静岡県駿東郡小山町 - 1982年（昭和57年）5月29日、旧大江町と観光友好都市提携。2012年（平成24年）9月21日、合併後再度締結。

災害時相互応援協定
- 兵庫県丹波市 - 2013年（平成25年）2月1日締結。
- 兵庫県丹波篠山市 - 2013年（平成25年）2月1日締結。
- 兵庫県朝来市 - 2013年（平成25年）2月6日締結。
- 兵庫県養父市 - 2013年（平成25年）2月6日締結。

## 議会

### 市議会
- 会派
  - 福知山市議会公明党　3人
  - 日本共産党福知山市議会議員団　3人
  - 蒼士会　4人
  - 新政会　6人
  - 無所属・維新議員団　2人
  - 対話の時代　2人
  - 地域政党ふくちやま・市民の声　4人
- 定数：24人[23]

### 衆議院
- 選挙区：京都5区（福知山市、舞鶴市、綾部市、宮津市、京丹後市、与謝郡）
- 任期：2021年10月31日 - 2025年10月30日
- 当日有権者数：238,618人
- 投票率：59.49％

| 当落 | 候補者名   | 年齢 | 所属党派   | 新旧別 | 得票数   | 重複 |
| ---- | ---------- | ---- | ---------- | ------ | -------- | ---- |
| 当   | 本田太郎   | 47   | 自由民主党 | 前     | 68,693票 | ○    |
|      | 山本和嘉子 | 53   | 立憲民主党 | 前     | 32,108票 | ○    |
|      | 井上一徳   | 59   | 無所属     | 前     | 21,904票 |      |
|      | 山内健     | 53   | 日本共産党 | 新     | 16,375票 |      |

## 施設
国家機関
- 京都労働局
  - 福知山労働基準監督署
  - 福知山公共職業安定所
- 近畿地方整備局福知山河川国道事務所
- 大阪国税局福知山税務署
- 自衛隊京都地方協力本部福知山地域事務所
- 陸上自衛隊福知山駐屯地
- 京都地方法務局 福知山支局
- 京都地方検察庁福知山支部
  - 福知山区検察庁
- 京都地方裁判所福知山支部
- 京都家庭裁判所福知山支部
- 福知山簡易裁判所

府政機関
- 京都府中丹広域振興局福知山地域総務室
- 京都府中丹西保健所
- 京都府中丹西土木事務所
- 京都府中丹家畜保健衛生所
- 京都府福知山児童相談所

警察
- 京都府福知山警察署

消防
- 福知山市消防本部
- 福知山消防署
  - 北分署
  - 東分署

医療・福祉

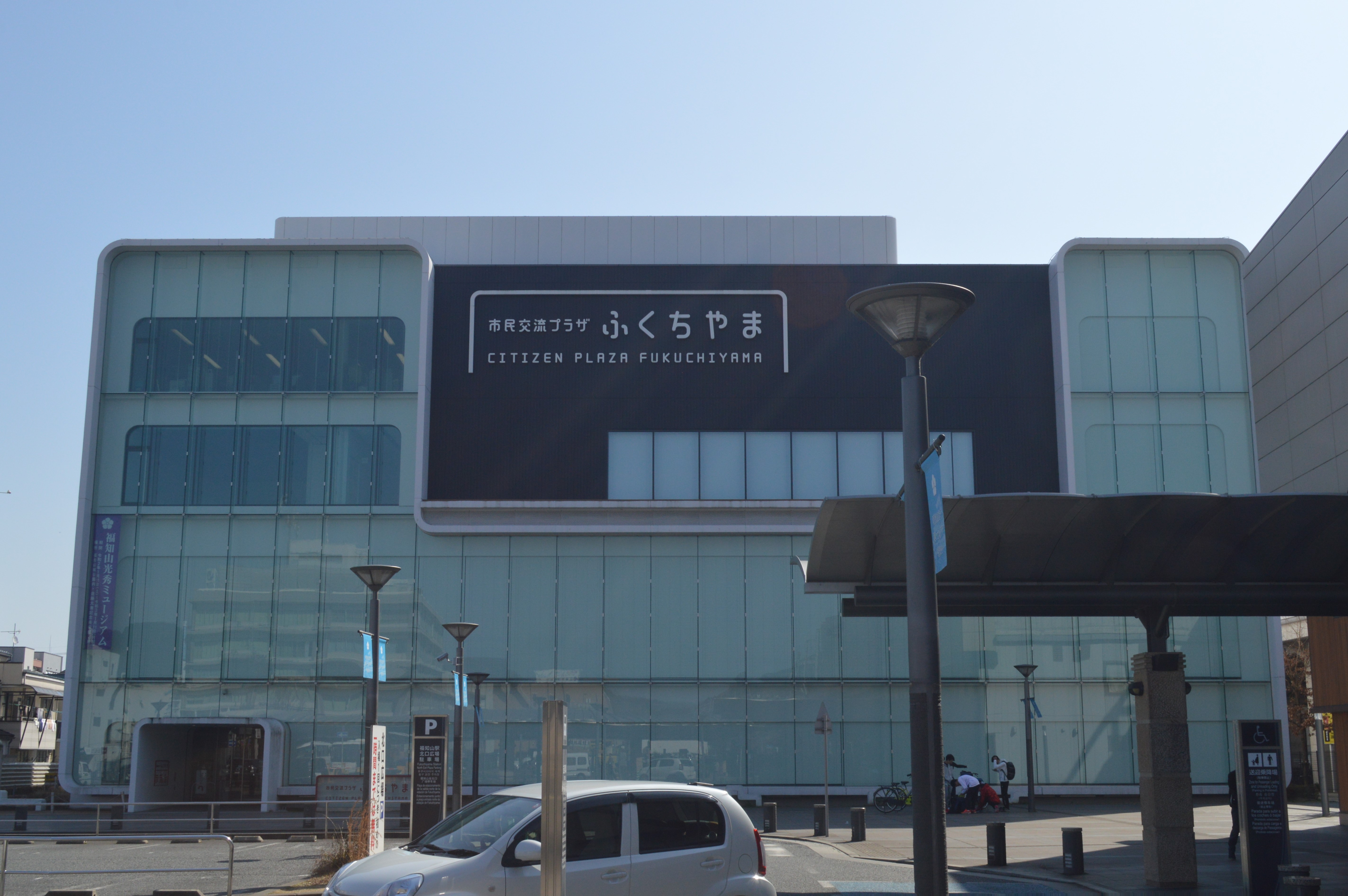
福知山市立図書館本館がある市民交流プラザふくちやま

- 市立福知山市民病院 - 福知山市厚中町231番地。
- 京都ルネス病院 - 福知山市末広町4丁目13番地。

郵便局
- 福知山郵便局
- 三和郵便局
- 夜久野郵便局

図書館
福知山市立図書館は市民交流プラザふくちやまにある中央館を中心とし、分館も含めて4つの施設がある。
- 福知山市立図書館中央館 - 福知山市駅前町400番地（市民交流プラザふくちやま）
- 福知山市立図書館三和分館 - 福知山市三和町千束383番地
- 福知山市立図書館大江分館 - 福知山市大江町河守285番地
- 福知山市立図書館夜久野分館 - 福知山市夜久野町額田19番地の2

その他
- 両丹日日新聞
- 京都FM丹波放送
- 上夜久野テレビ中継局
- 福知山中継局

## 経済

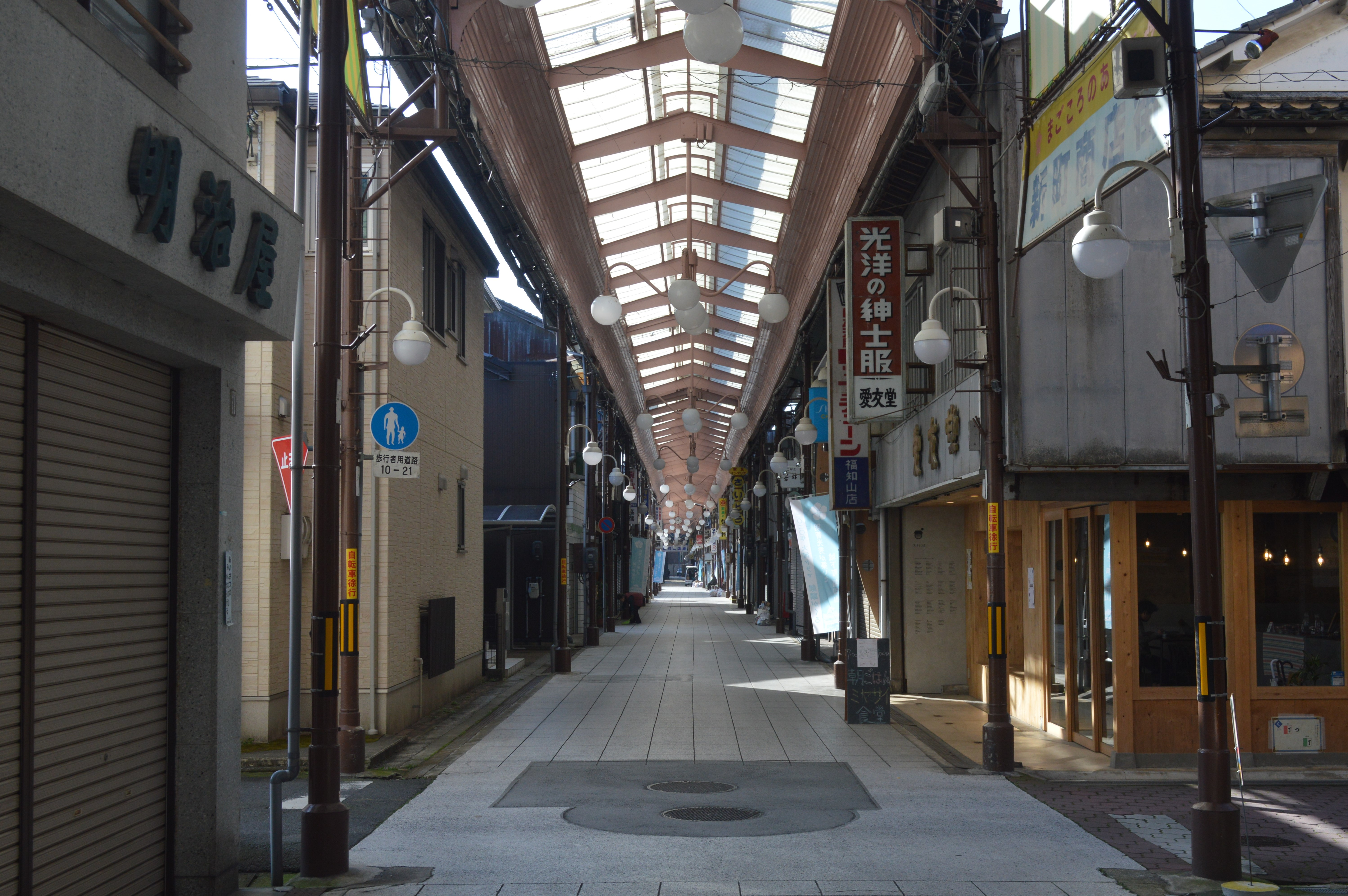
中心市街地にある新町商店街

福知山市と綾部市で福知山都市圏を構成している。
産業人口
- 第一次産業：約 2,000人
- 第二次産業：約12,000人
- 第三次産業：約21,000人

福知山市の主な産業
- 卸売業、小売業、製造業、建設業

### 第二次産業

#### 工業
市内に所在する日本有数の内陸型工業団地の長田野工業団地や、アネックス京都三和（愛称：エコートピア京都三和）工業団地には東京証券取引所などに株式上場している多数の企業またはその子会社が拠点を置いており、それが与える地元の雇用の影響は大きい。
上場企業
- エスペック株式会社
物の耐久テストを行うための、環境試験機とよばれる機械を生産する大手メーカー。アジアを中心とする経営基盤を持ち、環境試験機の国内シェアは約60%という高水準の占有率を誇る。日本国内に供給される全ての環境試験機はここで生産される。
- 日本ピラー株式会社
パッキンなどの液体の漏れを防ぐ「シール」を生産する大手企業。工業用においての金属シールのシェアは首位で、シール業界全体で見ても4番目の規模を持つ。福知山市以外にも兵庫県三田市と熊本県合志市に大規模な工場を持つ企業である。
- 扶桑化学工業株式会社
東証1部上場のリンゴ酸やクエン酸などを生産する国内有数の化学薬品メーカー。日本国内には工場が福知山市にしか存在せず、製品の全てがここで生産されている。
- SECカーボン株式会社
東証2部上場の大手炭素製品メーカー。長田野工業団地内最大の土地を所有し、京都府下で最も消費電力が大きい企業でもある。アルミニウム製錬用黒鉛電極の世界シェアは約45%で、主力製品の全てはここで生産される。
- 株式会社たけびし
三菱電機を取り扱う東証1部上場の商社。福知山の支社は畿北支店と名づけられており、その名の通り北近畿一帯をカバーしている。
本社は京都市右京区西京極豆田町。三菱電機系の技術商社でFA機器主力に半導体、電子デバイス、医療機器も手がける。
- GSユアサ株式会社

非上場企業
- タツタ電線株式会社

　電線及びケーブルを主力製品とする企業(JX金属完全子会社)
- 天藤製薬株式会社
痔の薬として知られるボラギノールを製造する老舗企業。製品の全ては長田野工業団地の工場で生産される。武田薬品のグループ企業として、その子会社である武田ヘルスケアと提携している。
- ヒエン電工株式会社。
電線メーカー。船舶用向け電線シェア約70%。
- KOBEウェルディングワイヤ
溶接用ワイヤを製造及び販売を行う神戸製鋼の子会社。
- パナソニック ライティングデバイス（旧:松下電器産業　照明社）
パナソニックの子会社。エレクトロニックフラッシュなどのOEM供給を主な事業内容とし、これらはキヤノンなどに供給される。
- クラシエフーズ株式会社（旧:カネボウ食品株式会社）
クラシエグループの食品部門会社。親会社の粉飾決算などを経て、社名変更。本社は東京都だが、当市には、主力工場の一つ福知山工場がある。
- アリナミンファーマテック（旧：武田ヘルスケア）株式会社
武田薬品工業100%出資の子会社で、武田薬品工業が販売するビタミン剤のアリナミンや風邪薬で知られるベンザブロックなどの市販薬の大半はここで生産され全国へ出荷される[24]。また、生薬・漢方製剤の原材料農場ももつ。
- カワイ電線株式会社
主に屋内配線用の電線およびケーブルを製造するメーカーで、1915年（大正4年）2月1日創業とその歴史は古い。長田野の福知山工場と綾部市の京都工場とでこの企業が出荷する全ての製品を生産する。
- 一般社団法人 日本血液製剤機構
2012年に日本赤十字社の血漿分画事業部門と田辺三菱製薬(株)の子会社である(株)ベネシスが統合。献血から得られた血液を原料とした医療用医薬品「血漿分画製剤」の製造・販売をしている。主要な製造拠点である京都工場が長田野工業団地に存在する。
- 両丹日日新聞社
福知山市域の話題を扱う地方紙。夕刊のみ発行される。
- 京都FM丹波放送
愛称「FM丹波」（2012年2月までは「FM-CASTLE」）。2015年9月3日までの社名は「福知山FM放送」。コミュニティFM放送局。79.0MHzで放送。

### 第三次産業

#### 商業

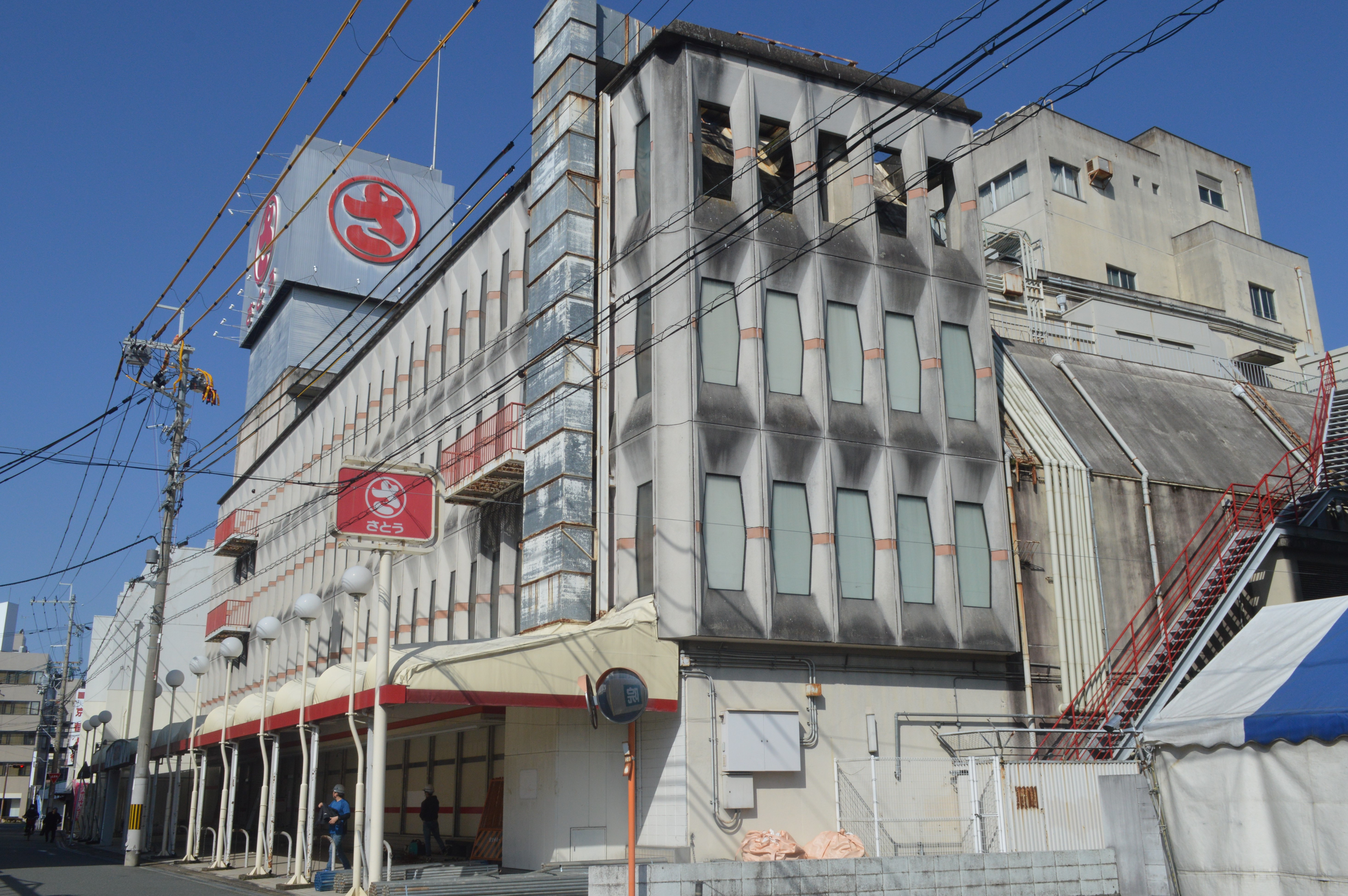
さとう福知山駅前店

非上場
- 株式会社さとう
1666年（寛文6年）創業の福知山市に本社を置く小売業者。地域に根付いたスーパーマーケット業を主力とする。全店舗数は51に上り、ホームセンター、衣料専門店、飲食業だけでなく、更には保険や旅行、宅配の代行業務などの幅広い事業を展開する。

#### サービス業
上場企業
- JR西日本福知山管理部
旧国鉄時代の福知山鉄道管理局の流れを汲む支社。福知山線の新三田駅以北と山陰本線の園部駅〜居組駅、舞鶴線、播但線を管轄している。

非上場
- 自衛隊
第二次世界大戦が終わった後でも、福知山は京阪神と舞鶴港をつなぐ軍事的中継地点としての役割を受け継いでいる。上記のとおり福知山市には福知山駐屯地が存在し、第7普通科連隊が駐屯する。また近傍演習場も備えており京都府を警備担任区域としている。

## 教育

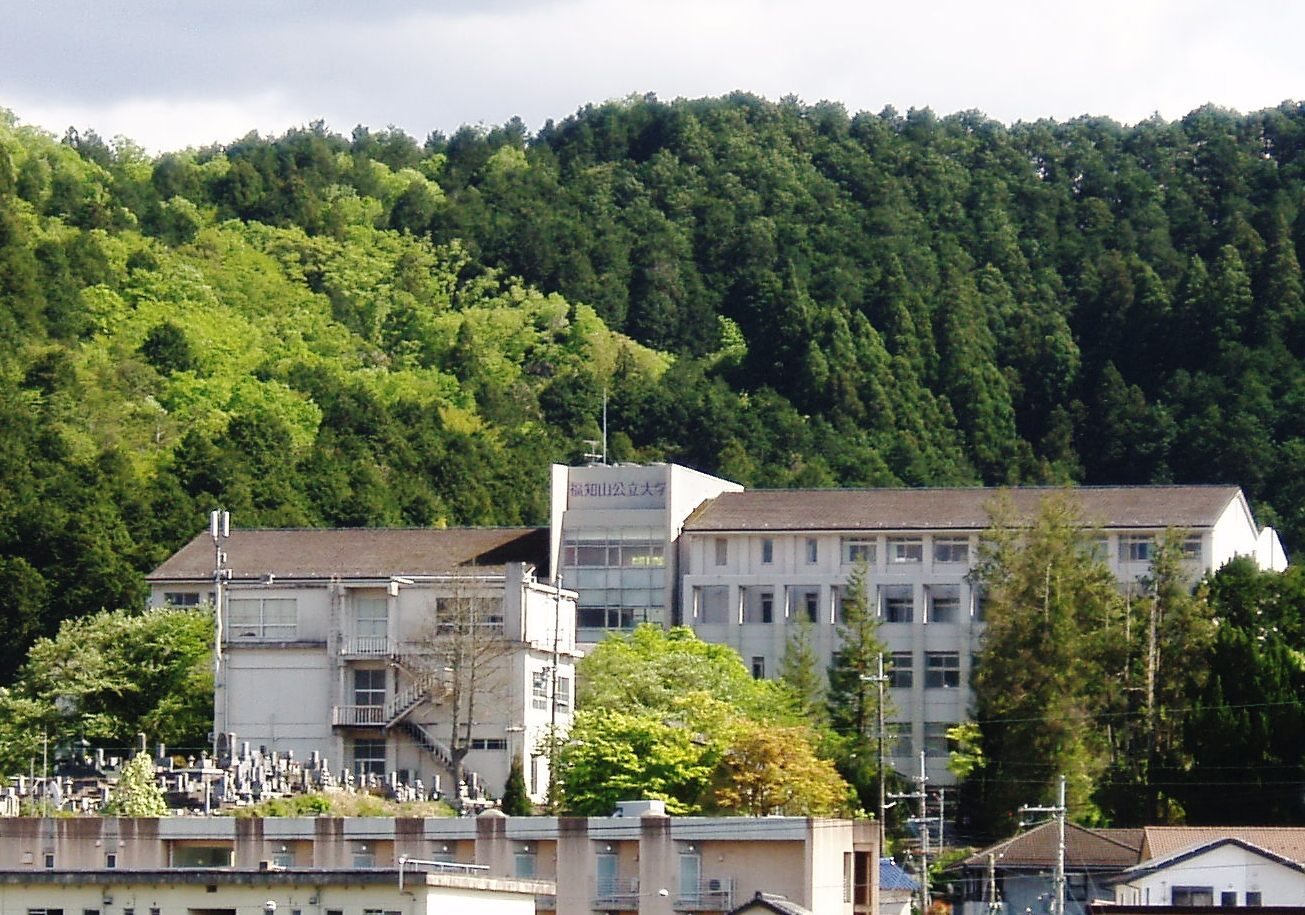
福知山公立大学

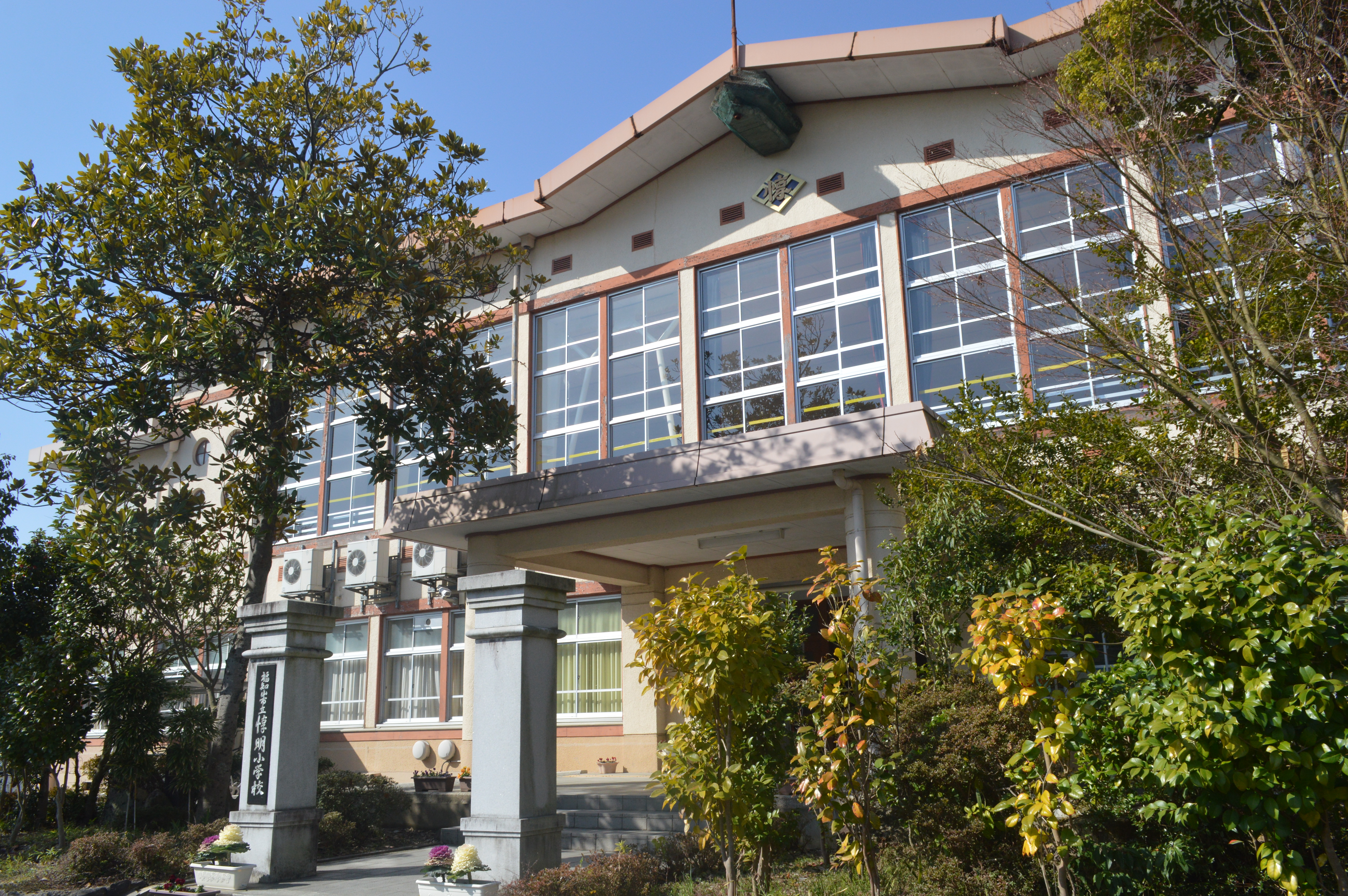
福知山市立惇明小学校

### 大学
国立
- 京都工芸繊維大学 福知山キャンパス

公立
- 福知山公立大学

### 専修学校
- 福知山医師会看護高等専修学校
- 福知山女子専門学校

市立
- 福知山市立福知山市民病院付属看護学校（専修学校専門課程）

### 高等学校
府立
- 京都府立福知山高等学校※中高一貫
- 京都府立工業高等学校
- 京都府立大江高等学校

私立
- 京都共栄学園中学校・高等学校※中高一貫
- 福知山成美高等学校
- 福知山淑徳高等学校

### 中学校
市立
- 福知山市立大江中学校
- 福知山市立川口中学校
- 福知山市立桃映中学校
- 福知山市立成和中学校
- 福知山市立南陵中学校
- 福知山市立日新中学校
- 福知山市立三和中学校
- 福知山市立六人部中学校
- 福知山市立夜久野中学校※小中一貫

府立
- 京都府立福知山高等学校附属中学校※中高一貫

私立
- 京都共栄学園中学校※中高一貫

### 小学校
市立
- 福知山市立天津小学校
- 福知山市立庵我小学校
- 福知山市立菟原小学校
- 福知山市立上川口小学校
- 福知山市立上豊富小学校
- 福知山市立金谷小学校
- 福知山市立公誠小学校（閉校）
- 福知山市立佐賀小学校
- 福知山市立雀部小学校
- 福知山市立下六人部小学校
- 福知山市立修斉小学校
- 福知山市立惇明小学校
- 福知山市立昭和小学校
- 福知山市立成仁小学校
- 福知山市立遷喬小学校
- 福知山市立大正小学校
- 福知山市立細見小学校
- 福知山市立美河小学校
- 福知山市立美鈴小学校
- 福知山市立夜久野小学校※小中一貫
- 福知山市立有仁小学校

### 特別支援学校
府立
- 京都府立中丹支援学校

### 職業能力開発校
府立
- 京都府立福知山高等技術専門校（職業能力開発促進法に基づく職業能力開発校）

## 交通

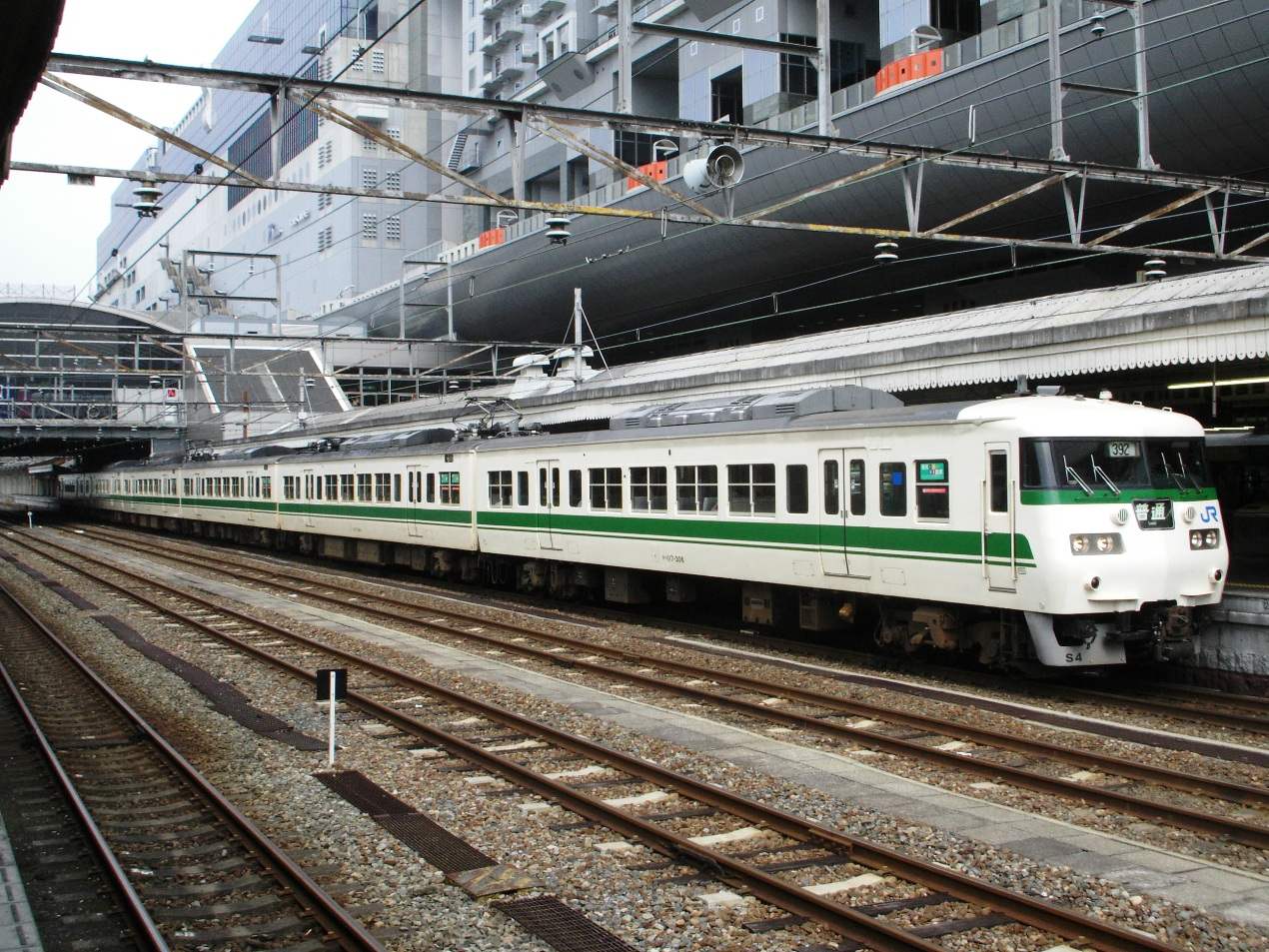
福知山色の一例
（117系）

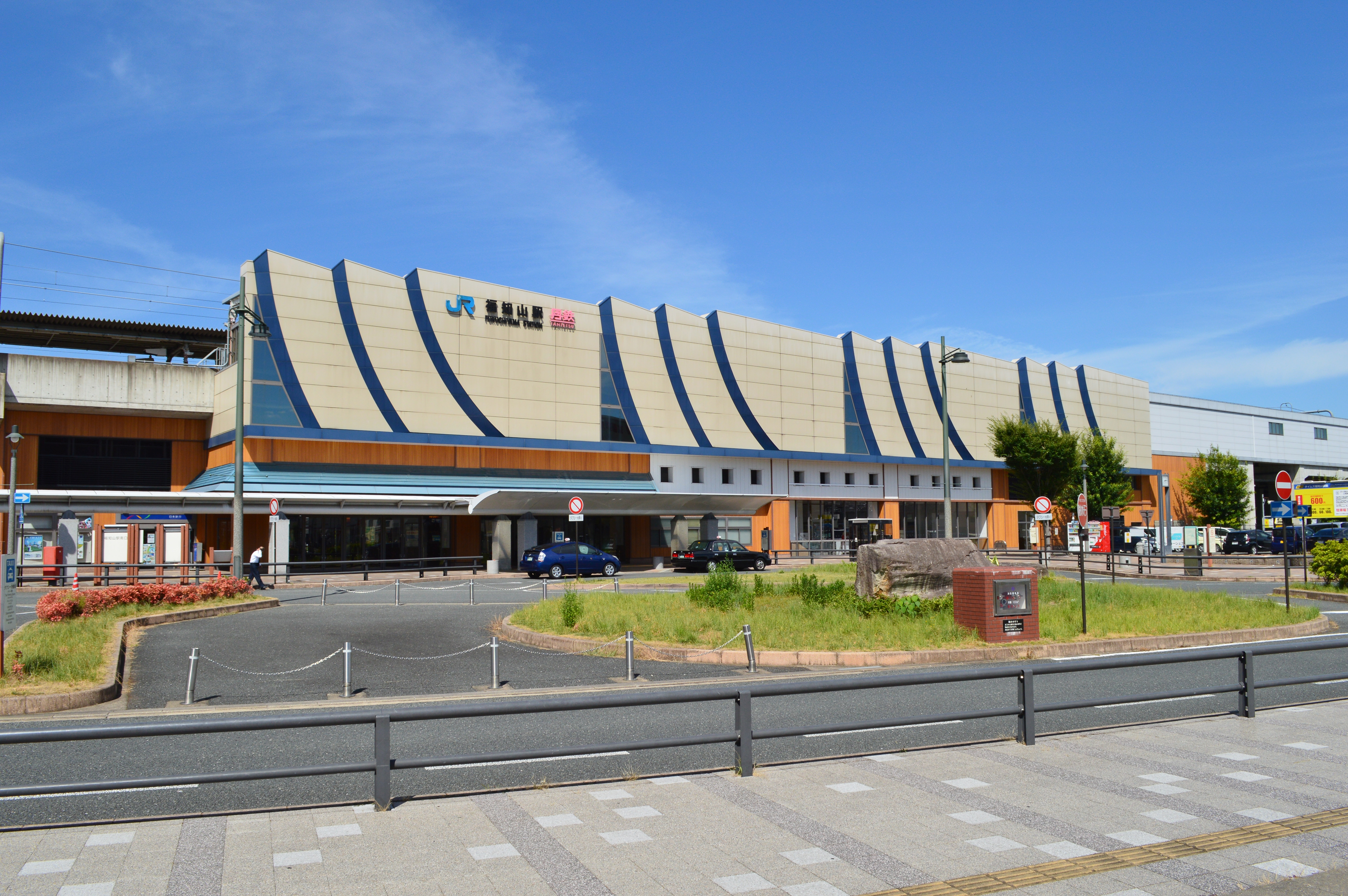
福知山駅

明治時代になると日本海の軍港舞鶴港へつなぐ鉄道の整備が進み、大阪から福知山を経由し舞鶴への整備を目指した阪鶴鉄道によって現在の福知山線が、国鉄によって現在の山陰本線の綾部までの区間が整備された。更に戦後には鉄道管理局がおかれ「鉄道のまち」としても栄えるようになる。現在、福知山市にはJR西日本の福知山支社や車両基地（福知山電車区）が置かれている。鉄道の拠点としては、福知山色と呼ばれる車両塗装の名前に見られるように浸透しており、市も鉄道関連の観光施設や各種イベントを特色にしている。福知山鉄道館ポッポランドや北丹鉄道の福知山西駅跡のSL公園には、当時使用されていたSLやそのレプリカが保存展示されており、福知山駅南口にも転車台が展示されている。

### 鉄道
市の中心となる駅：福知山駅
- 福知山市にはJR西日本とWILLER TRAINS（京都丹後鉄道）の2社の鉄道会社の路線が走っており、両社の福知山駅は市の中心駅の役割を果たしている。特にJR西日本の福知山駅はJR西日本が掲げる北近畿ビッグXネットワークの中心駅でもあり、特急の乗り越しなどの特例を設け、乗り換えなどの利便性をはかっている。福知山駅は福知山線の始点となっている。また、舞鶴線は綾部駅が起点となっているが、多数の列車が福知山駅まで乗り入れている。福知山市を通る路線の多くが単線で、福知山線については複線化を望む声もあるが利用者が少ないため現実的ではない（詳しくは福知山線#篠山口駅以北の複線化と現状を参照）。
- 福知山線・山陰本線、京都丹後鉄道ともに特急と快速、普通列車が運行されている。福知山駅を起点に北近畿ビッグXネットワークが設定されている。

#### 鉄道路線
西日本旅客鉄道（JR西日本）
- 山陰本線：- 石原駅 - 福知山駅 - 上川口駅 - 下夜久野駅 - 上夜久野駅 -
- 福知山線：福知山駅 -

京都丹後鉄道（丹鉄）
- 宮福線：福知山駅 - 福知山市民病院口駅 - 荒河かしの木台駅 - 牧駅 - 下天津駅 - 公庄駅 - 大江駅 - 大江高校前駅 - 二俣駅 - 大江山口内宮駅

### バス
福知山市は盆地という地形上、市内のほとんどを占める山間部では非常に入り組んだ地形をしているだけでなく、広い土地に多数の小規模の集落がいたるところに点在しているため、バスや鉄道がそれぞれの地域を周ることは難しい。そのため市内の移動には自家用車が欠かせず、市民の自家用車保有率は高い。当時の運輸省が調査した平成8年度の一世帯あたりの京都府全体の自家用車保有率が75.3%だったのに対して当時の福知山市 の保有率は94.2%であった。このことから、一家に1台というのはほぼ当たり前に近い状況であることが分かる。夫婦で1台ずつという家庭も多く見られ、その傾向は福知山市街地郊外に出れば出るほど強くなる。特に農村部では夫婦1台ずつに加えて農作業用のトラック1台つという家庭も多くみられる。
そのため時代が進むにつれバスやタクシーの利用者も減少の一途をたどり、各バスやタクシー会社では赤字経営に悩まされる所もある。特にバスにおいては廃線や経営移譲を余儀なくされるほどの経営状況である。これ打開しようと2007年（平成19年）3月1日より西日本JRバスが、デマンドバスサービスを取り入れる などの工夫を凝らすものの依然として現状は厳しいものである（西日本JRバスは2024年3月末で福知山市内から撤退）。

#### 路線バス
全但バスは兵庫県北部を運行するバスであるが、福知山市内に乗入れるバス停がある。また逆に福知山市営バスの旧三和町の路線は綾部市や京丹波町、兵庫県丹波篠山市に乗入れる路線がある。
公営
- 福知山市営バス
- 福知山市内自主運行バス

私営
- 京都交通
- 全但バス
- 丹後海陸交通
- 中京交通 - 西日本JRバスの撤退を受けて旧三和町から京丹波町方面の路線を代替。

#### 高速バス
- 太字は福知山市内の停車地
- 長期運休中の路線は除く
- すべて昼行

| 愛称名         | 運行会社                 | 運行区間 |
| -------------- | ------------------------ | --- |
| （愛称名なし） | 日本交通（福知山）       | 大阪市（USJ）・なんば・伊丹空港 - 福知山IC・福知山駅前北口                                                                 |
| （愛称名なし） | 大阪バス                 | 東大阪市・大阪市（上本町駅・道頓堀・心斎橋長堀・桜島駅・USJ・大阪駅） - 福知山IC・石原駅・松縄手・福知山市役所前・福知山駅 |
| （愛称名なし） | 日本交通（神戸・福知山） | 神戸市（三宮） - 福知山IC・福知山駅前北口                                                                                  |

### タクシー
- 日本交通
- 中央タクシー
- ふく福タクシー

### 道路

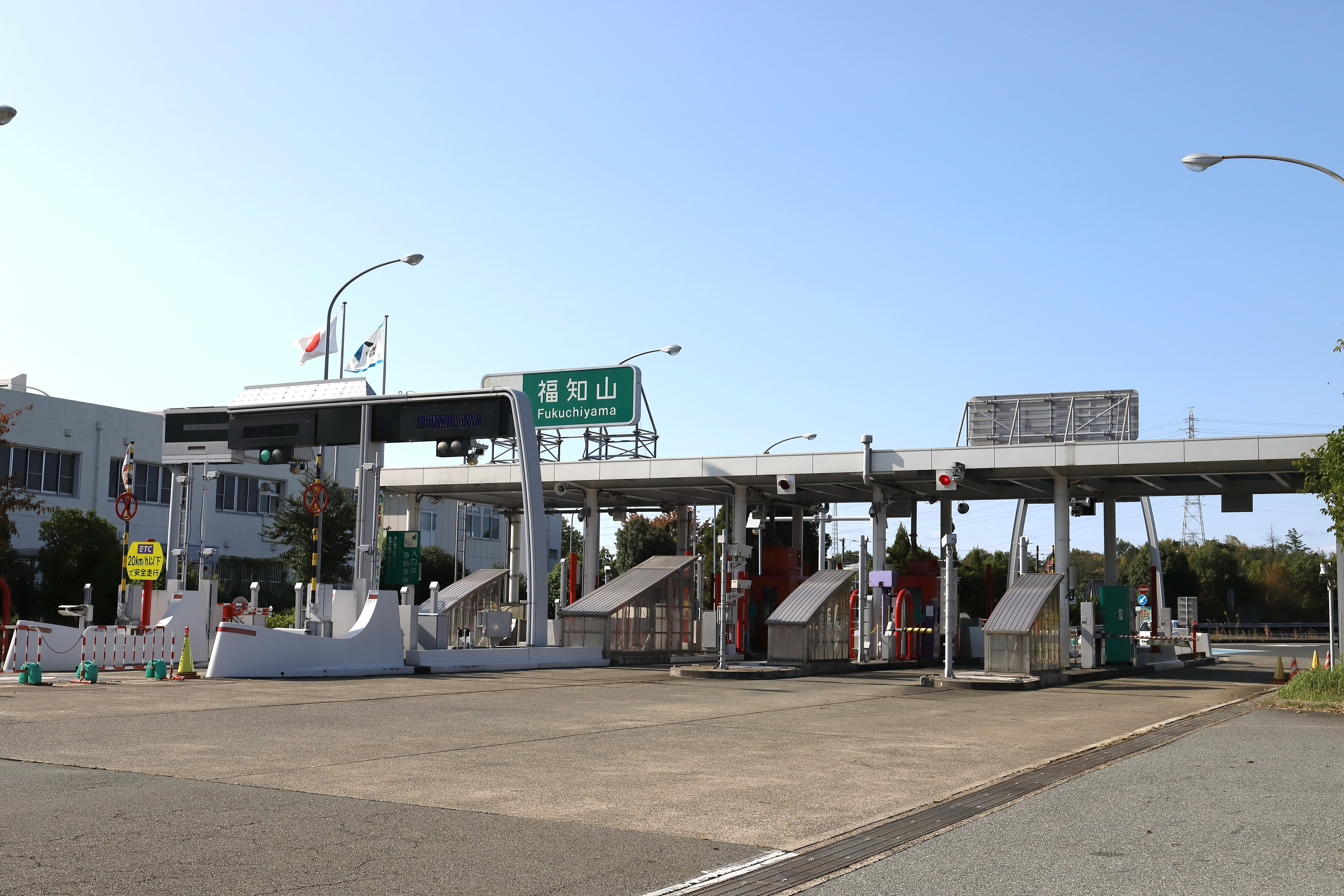
福知山IC

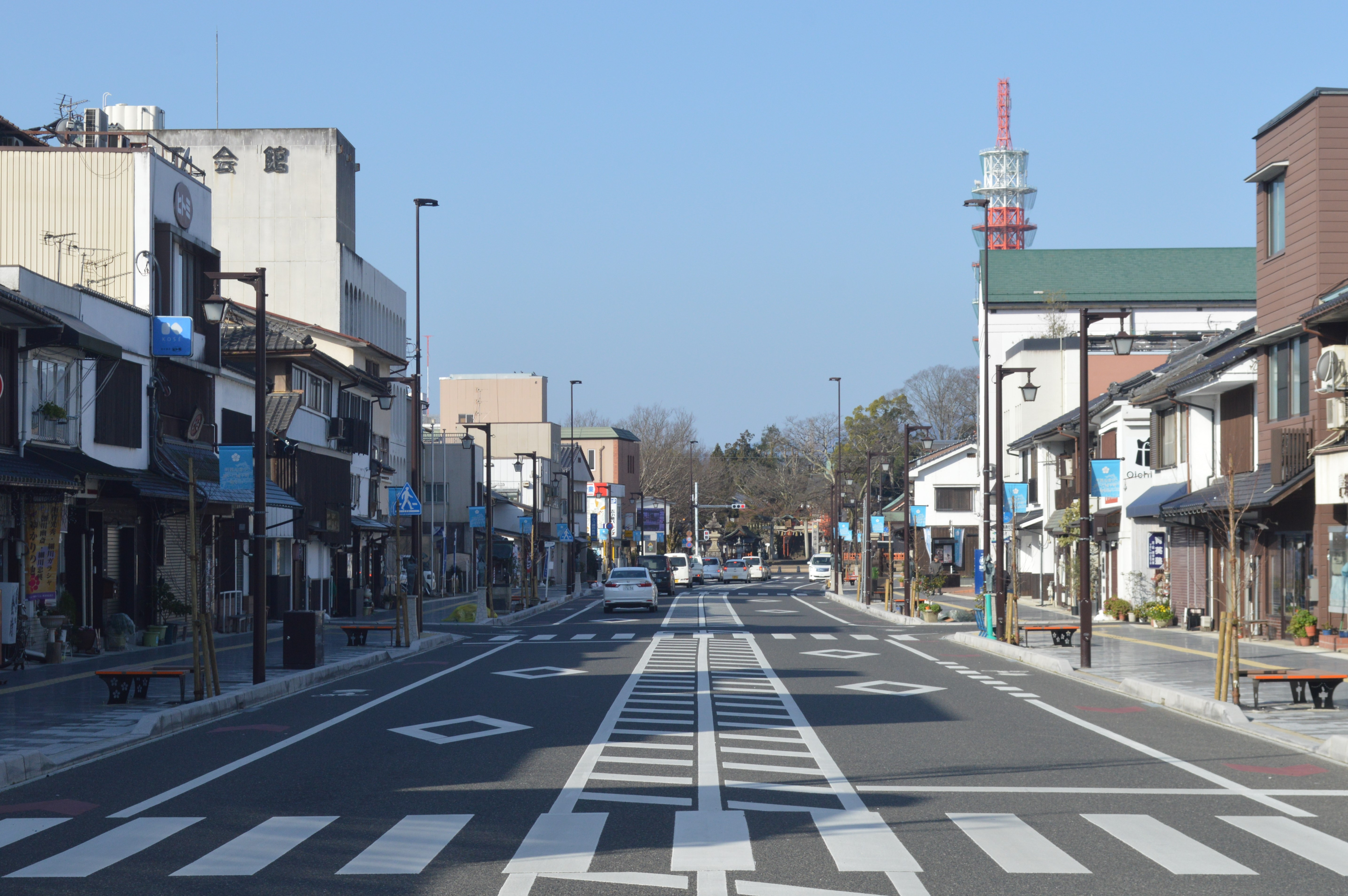
市街地にある広小路

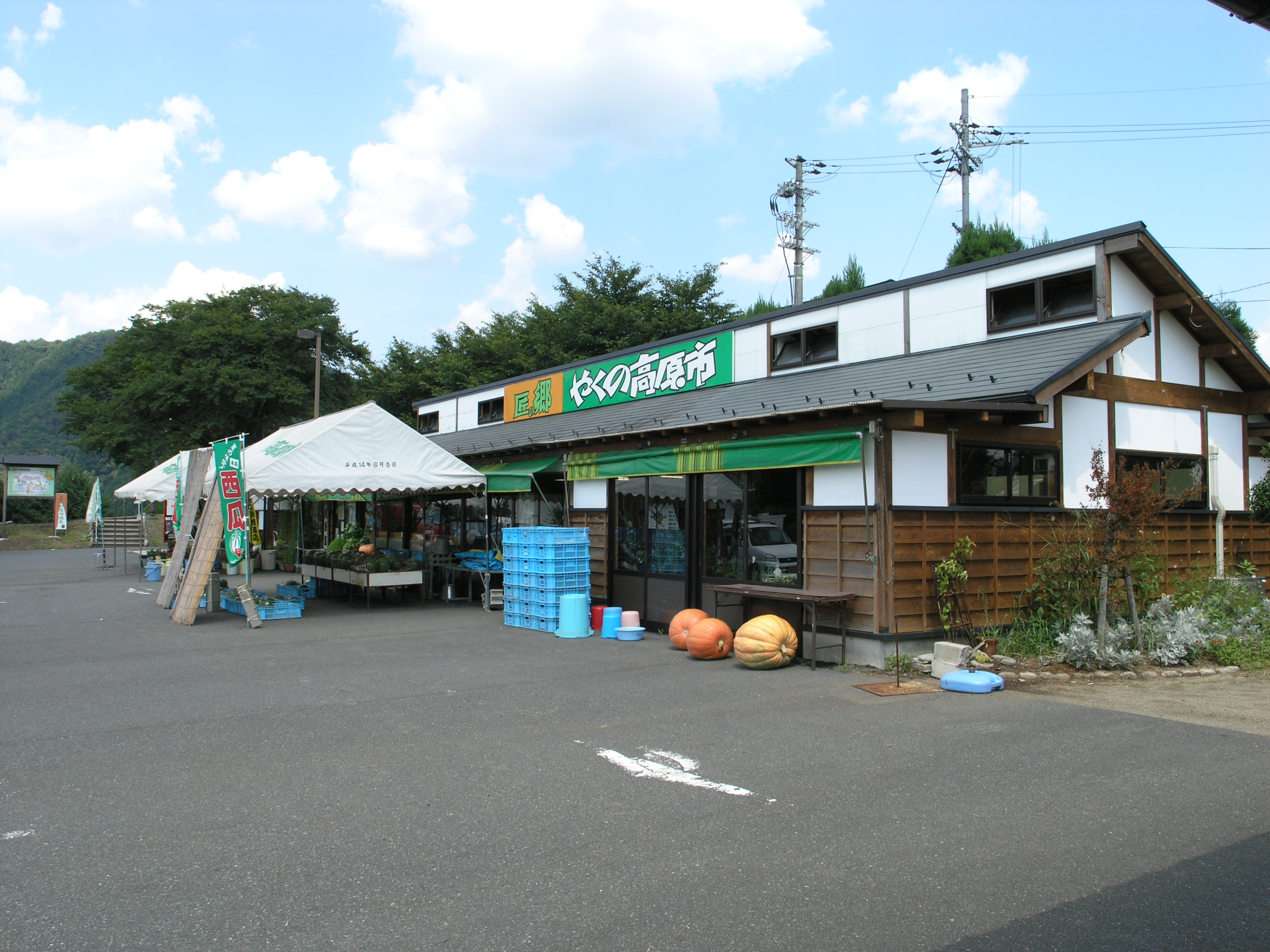
道の駅農匠の郷やくの

盆地という山々に囲まれた閉鎖的な地形をしているにもかかわらず、福知山周辺地域では少なくとも縄文時代から人が住んでいたことなどから古くから道路が整備され、山陰地方と畿内（京阪神）方面をつなぐ交通の要衝として栄えたまちである。百人一首の中の小式部内侍が歌った「おほえ山 いくの（生野）の道の遠ければ まだふみも見ず 天橋立」の歌枕として登場する生野は福知山市内の地名である。徳川家康は関ヶ原の戦いの後、信頼のおける有馬豊氏を山陰道が走る福知山藩8万石の城主に抜擢した。

#### 高速道路
1987年（昭和62年）頃、京阪神から日本海側へつながる高速道路として舞鶴若狭自動車道が整備された。
西日本高速道路（NEXCO西日本）
- E27舞鶴若狭自動車道：- 六人部PA - 福知山IC -

#### 国道
国道9号では福知山道路として市内の一部区間の4車線化工事が進められている。
また、冬期の早朝の山間部では霧が濃く路面の凍結もまた見られる。国道9号（山陰道）の一部などではスプリンクラーによる散水を行い、解雪や凍結を防いでいる地域も見られるがそれはほんの一部であり、基本的に冬季の車での移動はスタッドレスタイヤを装着しないと非常に危険な状態となるから注意が必要。
- 国道9号（山陰道）
  - 福知山道路
- 国道173号
- 国道175号
- 国道176号
- 国道426号
- 国道429号

#### 府道
主要地方道
- 京都府道8号福知山綾部線
- 京都府道55号舞鶴福知山線
- 京都府道74号舞鶴綾部福知山線

#### 道の駅
- 道の駅農匠の郷やくの

## 名所・旧跡・観光スポット

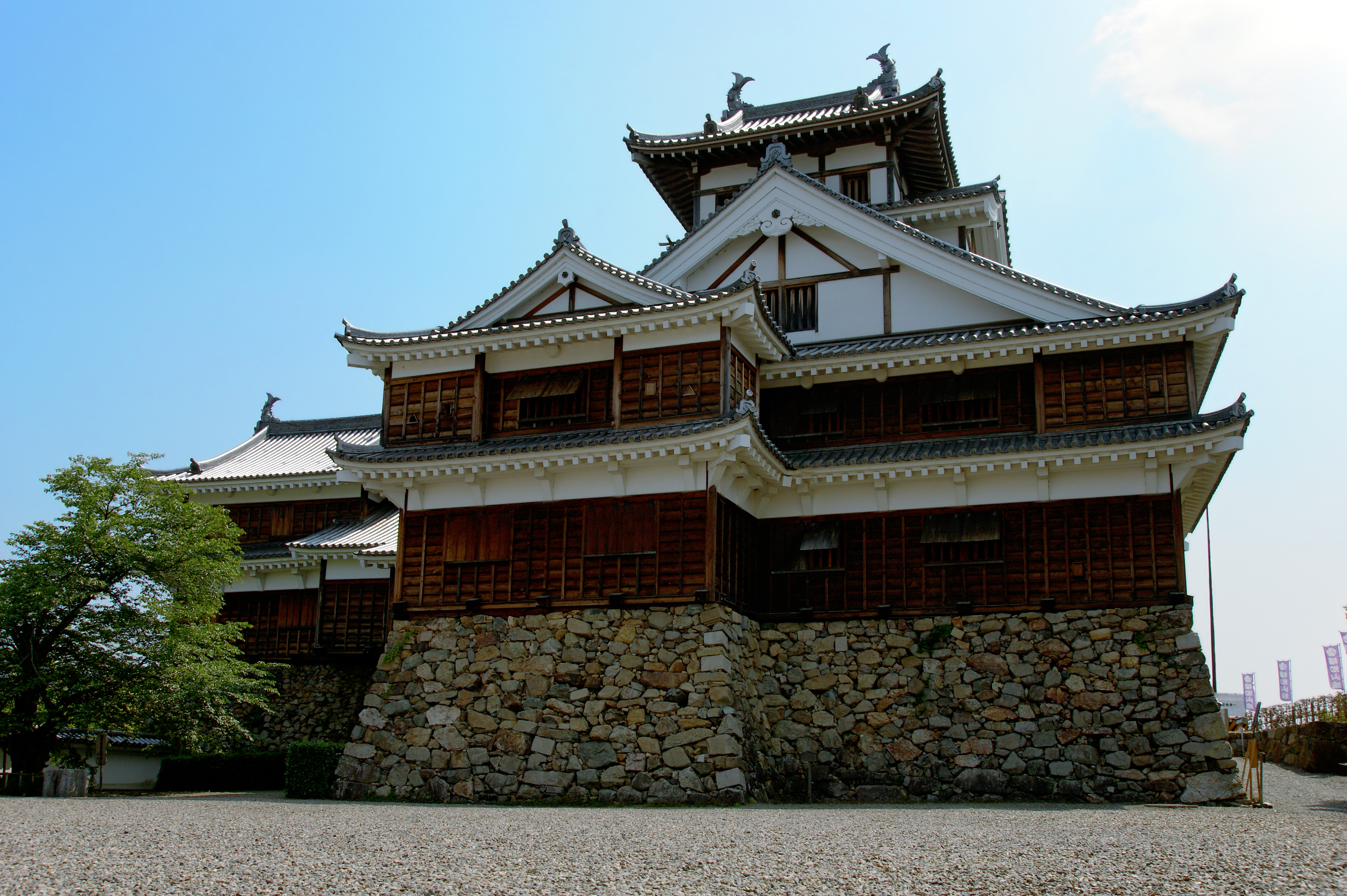
福知山市指定史跡の福知山城

福知山市への観光客は、日帰り客が85%を占めている。

### 福知山と光秀
明智光秀が福知山城の初代城主であったことから、明智氏や光秀に関連したものやイベントが多数所在する。
市の花は明智氏の家紋であるききょう、福知山音頭にも光秀がうたわれ、福知山観光協会のイメージキャラクターも光秀がモデルとなっている。また市内に所在する御霊神社では光秀が神様として祭られ、光秀の家来四王天政孝が使用していたすねあてや、当時の福知山城の様子が描かれた絵や光秀直筆の書をはじめとする多数の資料が残されている。

### 文化財
国指定文化財
- 天寧寺絹本着色十六羅漢像 - 中国の形式を手本として室町時代に描かれたものと思われ、福知山市内でも最も古い羅漢像。十六幅すべてが残っていることでも貴重な資料となっている。
- 天寧寺絹本着色即休契了羅漢像 - 即休契了は元の人。日本から来た愚中周及を弟子にして、周及が帰国する際に、自ら賛を加え与えたもの。
- 一宮神社石燈籠 - 市内最古の石燈籠で、鎌倉時代に作られたとされる。
- 広峯15号墳出土品 - 後述。
- 島田神社本殿 附宮殿2基
- 宮垣薬師堂木造釈迦如来坐像
- 観音寺木造不動明王立像 附木造二童子立像2躯

国登録文化財
- 福知山市立惇明小学校本館
- 芦田家住宅（旧片岡家別荘）主屋
- 旧片岡家住宅主屋など6棟
- 桐村家住宅主屋、別屋敷、土蔵
- 雲原砂防関連施設群

など
国設定文化財
- 夜久野 丹波漆林

府指定文化財（建造物）
- 松村家住宅 土蔵など
- 観音寺　鐘楼、表門など
- 天寧寺　薬師堂など
- 大原神社　本殿など
- 旧平野家住宅主屋など

無形民俗文化財
- 多保市の笹ばやし - 府指定
- 丹波の漆かき - 府指定
- 額田のダシ行事 - 府登録
- 大身のヤンゴ踊 - 府登録
- 牧の練込太鼓 - 府登録
- 奥榎原の練込 - 府登録
- 天座の田楽 - 府登録
- 野条の紫宸殿田楽 - 府登録

### 名所・旧跡
福知山には元伊勢とされる神社や、祭神が武内宿禰や明智光秀であるなどの特徴ある寺社が多数所在する。
主な城郭
- 福知山城（福知山市郷土資料館、市の史跡）
市民の寄贈により明智光秀築の天守閣を再建。内部は歴史資料館になっている。

主な寺院
- 長安寺 - もみじ寺で知られる寺。
- 天寧寺 - 南北朝時代創建。将軍足利義持の祈願所。
- 養泉寺
- 久昌寺 - 福知山藩主であった朽木家の墓がある。
- 観音寺 -「あじさい寺」ともよばれる紫陽花の名所。
- 大興寺 - モリアオガエル寺で知られる寺。

主な神社
- 梅田神社 - かつての一円紙幣の肖像にもなった武内宿禰を祀る神社。本殿等3棟が京都府登録文化財に登録され、境内も京都府文化財環境保全地区に決定されている。
- 御霊神社 - 福知山城主朽木氏が宇賀御霊大神に明智光秀の合祀を許した神社。現在は当時の位置より西に移設されたもの
- 元伊勢伝承の神社
  - 皇大神社（元伊勢内宮） - 現伊勢神宮内宮より50年以上前の創建との伝承があり、全国でも数例しかない黒木の鳥居（皮を剥がないままの杉木で組まれた鳥居）が特徴的である。
  - 豊受大神社（元伊勢外宮） - 現伊勢神宮外宮の元宮との伝承があり、皇大神社同様黒木の鳥居がある。
  - 天岩戸神社
- 大原神社 - 「大原の産屋」（京都府指定有形民俗文化財）
- 一宮神社 - 丹波と丹後の国境を守る神様が祀られており、福知山藩の鎮守としても栄えた神社である。
- 島田神社 - 京都府北部では数少ない中世神社の本殿。本殿の建立は文亀2(1502)年。国の重要文化財に指定されている。
- 高倉神社 - 日置に鎮座する神社。本殿が府登録文化財である。
- 稲粒神社 - 川北に鎮座する神社。本殿が府登録有形文化財である。

その他の主な史跡
- 福知山関帝廟

景勝地
- 毛原の棚田 - 日本の棚田百選[29]。

考古資料
福知山市を含む周辺の地域では様々な古墳、石室、土器等が多数発見 されていることから、丹波国が形成される以前より多くの人々が住んでいたと考えられている。
- 景初四年銘盤龍鏡 - 1986年（昭和61年）10月に福知山駅南の丘陵地に位置する、広峯15号墳（前方後円墳）より出土した銅鏡。「景初」は魏の年号であるが、「景初四年」は中国史上実在せず、改元して「正始元年」となっていることから、この銅鏡の製作地等については種々議論がある。同時に出土した玉類、鉄器等とともに「京都府広峯15号墳出土品」として国の重要文化財に指定。福知山市所有。
- 牧正一古墳 - 府内唯一、1墳丘3石室を持つ古墳。全国的にも珍しい。京都府指定史跡[30]。
- 豊富の古墳群 - そのうち一つの古墳群は、その地名に「額塚（すくもづか）」を残す。また下山古墳群においては府内唯一の上円下方墳が発見されている。
- 明智藪 (堤防)

### 観光スポット
文化施設
- 日本の鬼の交流博物館
- 福知山鉄道館ポッポランド - 「鉄道のまち」に関する資料館。
- 福知山市郷土資料館（福知山城）
- 福知山市佐藤太清記念美術館 - 福知山市名誉市民で文化勲章受章者の日本画家・佐藤太清の作品を展示。初期から晩年に至るまでの日展（日本美術展覧会）出品作や花鳥の素描など所蔵は幅広い。作家の画室（アトリエ）の再現やミュージアムショップもある。
- 丹波生活衣館 - 昭和から現代にかけての生活衣類を展示。織物体験もできる。
- 芦田均記念館 - 福知山市出身の内閣総理大臣である芦田均の資料を展示。芦田均の生家や日本庭園を見渡せる喫茶コーナーがある。
- 福知山市治水記念館
- 北陵総合センター - ロッジ・運動場・体育館などがある
- 福知山市動物園
- 福知山市都市緑化植物園
- 福知山市児童科学館
- 福知山市治水記念館
- やくの木と漆の館
- 夜久野町化石・郷土資料館
- 大江町和紙伝承館
- 福知山駐屯地 垣将集館

主な公園
- 大江山 - 2007年8月3日に国定公園に指定された。正式名称は丹後天橋立大江山国定公園。鬼伝説だけでなく上述の鉱山としての歴史も持ち合わせ、日本有数の雲海の名所とされる。
- 三段池公園 市民の総合公園
- やくの玄武岩公園
- 鬼瓦公園

温泉
- 福知山温泉 - 福知山藩主朽木綱貞が「養老水」と名づけた湧き水の地に掘削された温泉[31]。疲労回復や冷え性、火傷などの効用があるとされるが、飲用は不可能である。

複合施設
- THE 610 BASE - 廃小学校を活用した体験型農業施設
- ゆらのガーデン - 公園型複合施設
- 市民交流プラザふくちやま - 市立図書館などが入る複合公共施設
- S-LAB - 廃小学校校地を活用した複合型スポーツ施設[32]

商業施設
- 新町商店街
- 足立音衛門

## 文化・名物

### 祭事・催事
- お城まつり（4月上旬）
- 福知山市こども大会（5月上旬）
- くの一武道大会丹波福知山の段（8月）
- 福知山ドッコイセまつり（福知山音頭）（8月中旬）
- ドッコイセ福知山花火大会（8月15日）現在中止中
- 姫髪山の送り火（丹波大文字）（8月16日)
- 額田のダシ行事（10月第2土日)
- まちなかフェスティバル（10月下旬）
- ミニSLフェスタ（10月下旬）現在中止中
- 福知山マラソン（11月23日）

### 名産・特産

#### 現代の特産品
各種京野菜を特産とする他、丹波ブランドの農産品がある。
報恩寺のタケノコ
市東部の報恩寺（ほおじ）地区で取れるタケノコ。毎年春の到来を知らせるニュースとして、タケノコの試し掘りがテレビなどで取り上げられる。グルメ食材としてネット通販に登場する。
黒大豆
丹波の黒大豆といえば主に丹波篠山市で採れるものをさすが、福知山も丹波の良質の黒大豆生産地で知られている。これを使用したお菓子などが土産物にある。→「黒豆ぼうろ」（福知山市夜久野町）
丹波栗
丹波栗の歴史は古く、日本最古の歴史書である日本書紀にも記されている。丹波栗はたびたび幕府や朝廷への献上品としても重宝され、江戸時代になると参勤交代制度により全国に広まった。三和町を中心に生産されている。
ひょうたん
三岳地区の特産品。ひょうたん細工の開発やひょうたん祭等のイベントも行われている。

#### かつての特産品
藍
15世紀ごろから藍の栽培と藍染めが由良川沿いを中心に盛んに行われており、1496年、藍染めの布を荘園に納めたとされる記録が残っている。江戸時代には藍染めをする一般家庭の件数は1500近くもあったともいわれ、町屋360軒のうち25軒が紺屋であったとされる。これらのことから藍染め品は当時の福知山市の特産品であったことがうかがえる。
しかしやがて、輸入品や化学染料に押され全国の藍の産地が消え行く中、京都の最後の藍の産地となっていた福知山も大正の時代とともに姿を消した。現在再び藍染めのよさが見直され、藍の栽培と藍染めを復活させる活動がなされている。市内の一部の小学校などでは総合的な学習の一環として、藍染め体験をさせる学校も存在する。
生糸
福知山は度重なる由良川の氾濫に対して桑は洪水に強かったことや、由良川のph値が製糸に適した水質であった ことなどから、古くから養蚕業が栄えた。福知山市を含む丹波地方の養蚕業は千年以上も昔から行われていたとも言われ、昭和初期ごろに全盛期を迎えた。1928年（昭和3年）にはグンゼの事務所が、翌年には工場が置かれ、生産された生糸は丹後ちりめんや西陣織の原材料としてだけでなく海外への輸出用としても生産された。
しかし第二次世界大戦になると食糧不足解消のため、桑畑をサツマイモ畑に転作したことや、糸そのものの価格の低下、ナイロンなどの化学繊維の出現や養蚕農家の後継者不足と高齢化などの理由によって養蚕業は衰退し、ほとんどの養蚕農家や製糸業者は廃業に追い込まれた。生き残った業者も業界の激しい値下げ競争により、生産拠点を人件費が安い海外へ移さざるを得なくなり、大手のグンゼも2001年9月に福知山から撤退 するなど、特産品であった生糸も現在は養蚕農家を市内大江町に一軒だけ残すのみとなった。藍ほどではないが福知山と蚕の歴史を伝えるため、藍と同じく一部の学校では総合的な学習の一環として、蚕の飼育やビデオ鑑賞でその生態などを学ばせる学校もある。
丹波うるし
福知山市夜久野地方では漆の名産地としても栄えた。奈良時代初期には既に漆掻き（漆の採取）が行われていたとされ、明治時代には福知山とその周辺の地域で漆掻きをする人が500人近くいた といわれている。1907年（明治40年）発行の、全国の漆の産地30箇所を記した書物「実用漆工術」には、丹波（福知山）の漆は一番目に書かれており その歴史の深さを物語っている。
しかし現在では漆の98%が中国産の輸入品へと移り変わり、日本国内の漆の産地はほんのわずかしか残されていないものの、福知山ではその伝統と歴史が細々と受け継がれている。
丹後和紙
福知山市では和紙の原料となる良質のコウゾがよく取れたことに加え、上記の漆産業も盛んであったことから、主に漆をこすために使用される和紙の名産地とも栄えた。特に明治時代から昭和初期にかけては、書道用・障子用の和紙として、また原材料のコウゾとあわせて他府県に大量に販売された。
京都府無形文化遺産にも指定されており、当時の和紙すきを行う所は200戸余りもあったが 漆産業の衰退などの理由により衰退を招き、現在では大江町和紙伝承館などの限られた施設でのみ見ることができる。

#### 土産
- 踊せんべい（福知山市街地）
福知山音頭の歌詞や、踊り子の姿などの焼印の入った玉子せんべい。代表的な土産物。
- 銘菓 里柿（福知山市街地）
慶長16年（1611年）創業と400年近い歴史を持つ老舗店『名門堂千原』の代表銘菓。昔ながらのころ柿の風味を想い浮ばすよう干柿を利用して造った上品な食感と甘さの和菓子。金沢菓子博覧会で「内閣総理大臣賞」も受賞している。原料は寒梅粉、干柿、小豆、白双糖、水飴、片栗粉、グラニュー糖。
- 鉄砲漬け（福知山市街地）
『丹波佐治兵衛』で製造される代表銘柄の漬物。かつて丹波地方では、自家製の味噌を仕込む際、樽の底に野菜を詰めた瓜を敷いていた。やがて味噌を使い終わり瓜が顔を出す頃には、立派に熟成した漬物になっていた。くり抜いた瓜を鉄砲の筒に、細かく刻んで瓜の中に詰めた野菜を火薬に見たてたところから名づけられた鉄砲漬け。原材料は、瓜、大根、高菜、山椒、芹（せり）、昆布、紫蘇（しそ）の実。瓜を刻んで中の具と混ぜ合わせてご飯と共に食べることも。
- 高級珍味 松茸昆布（福知山市街地）
『大江山食品』製造。朝霧に覆われた極上松茸を素材とし、上質の角切り真昆布とともに伝統の釜炊き製法でじっくり炊き上げた佃煮。
- 鬼饅頭（福知山市大江町）
底の大きさが、大人の手のひらの大きさほどもある大きな饅頭。そのままで食べるのは大きすぎるので、普通は包丁などで小さく切って食べる。
- 笑鬼もなか（福知山市大江町）
鬼の顔をかたどった形をしたもなかである。
- 黒豆ぼうろ（福知山市夜久野町）
丹波の黒豆をふんだんに使用したぼうろ菓子。タレントの戸田恵子がテレビ番組『とんねるずのみなさんのおかげでした』の「食わず嫌い王」コーナーで、土産物として持参した。
- 栗のテリーヌ「天」（福知山市街地）
丹波産の栗と、伊太利亜産カスターニュ種の蒸し栗、そしてフランスノルマンディ産ラヴィエットのAOC発酵バターに、創業文化元年讃岐三谷家の手造り和三盆糖、沖縄粟国の塩など、厳選素材だけを使って焼き上げたフランス洋菓子。一本10, 000円。インターネットでは、楽天のお取り寄せスイーツ第1位になったこともある「足立音衛門（あだちおとえもん）」で販売されている。

### 方言
福知山の古くからの住民は、丹波の氷上（丹波市）を中心に、但馬や丹後から移り住んで来た歴史があり、現在もなお通勤・通学する人は多く、市民の多くはその地出身であると言う人も少なくない。従ってその方言はこれらの地方の特徴が若干混在するものとなっているが、主体となるのはやはり「福知山弁」であり、氷上や舞鶴とも共通する「ちゃった弁」である。これらを総称する丹波方言は一般的な関西弁とは若干異なる方言である。

## 出身関連著名人
芸能人・ミュージシャン
- 大槻剛巳（医師、作曲家）
- 桂三扇（落語家）
- 木河淳（ラジオDJ）
- 久保田磨希（女優）
- 田中フミヤ（ミュージシャン）
- 田中充（トランペット奏者）
- 千原ジュニア（お笑い芸人、千原兄弟）
- 千原せいじ（お笑い芸人、千原兄弟）
- らんまるぽむぽむタイプα （タレント）
- 中澤裕子（タレント・歌手・女優、元モーニング娘。、社会人時代から芸能デビューまでは大阪市に在住）
- ぶっちゃあ（お笑い芸人、ブッチャーブラザーズ）
- 松田ケイジ（俳優）
- 村尾亞起（歌手）
- 八代じゅん（タレント）
- 山崎静代（お笑い芸人、南海キャンディーズ、大阪府茨木市育ち）
- 和田光司（アニソン歌手）
- 木村恭子（シンガーソングライター）
- 恒見コウヘイ（作曲家・音楽プロデューサー）

スポーツ選手
- 植村美奈子（女子プロ野球選手）
- 大槻周平（サッカー選手）
- 大槻優平（サッカー選手）
- 奥平充男（競輪選手）
- 小橋建太（プロレスラー）
- 千代栄栄太（大相撲力士）
- 中村友梨香（マラソン選手）
- 森脇亮介（プロ野球選手）
- 吉見一起（プロ野球選手）
- 森下瑠大（プロ野球選手）

芸術家・文化人
- 梅田康弘（地震学者、京都大学名誉教授）
- 大志万直人（物理学者、京都大学名誉教授）
- 岡村久道（弁護士、IT法務の第一人者）
- 佐藤太清（日本画家、文化勲章受章、元日展顧問、名誉市民）
- 下村脩（生物学者、ノーベル化学賞受賞、名誉市民）
- 永月にに（漫画家）
- 伴田良輔（作家）
- 藤木九三（登山家）
- 向山恭子（創作粘土作家）
- 杉森大介（俳人・歌人・外国語詩人。旧 夜久野町出身）

政治家
- 有馬豊氏（福知山藩初代藩主、戦国武将）
- 芦田均（元内閣総理大臣、名誉市民）
- 谷垣専一（元文部大臣、禎一の父）
- 谷垣禎一（元自民党総裁、名誉市民、専一の子息）
- 西原亀三（実業家・政治家。『西原借款』で有名）

その他
- 青木雄二（漫画家、ナニワ金融道作者。旧大江町出身）
- 浅野哲夫（工学者、北陸先端科学技術大学院大学元学長）
- 井口和起（歴史学者）
- 岡田和生（ユニバーサルエンターテイメント創業者）
- 岸猛（西日本放送アナウンサー）
- 塩見啓一（CBCテレビアナウンサー）
- 山段芳春（元京都自治経済協議会理事長、京都のフィクサー）
- 出口なお（大本開祖）
- 黒田大スケ（芸術家）

### マスコット
- ドッコちゃん
  - 福知山市のイメージキャラクターであり、名前は福知山音頭にたびたび繰り返される「ドッコイセ」という独特のフレーズから由来し、その姿はその踊り子をモチーフにしたものである。
- 酒呑童子
  - 旧大江町。ドッコちゃんと並ぶイメージキャラクター。市内にある大江山には酒呑童子が住んでいたとされる鬼伝説があり、商工イベントとしての「鬼まつり」などが開催されるなど親しまれてきている。福知山では鬼を核としたまちづくりが行われ、成田亨デザインの鬼像や、鬼瓦の回廊、鬼の博物館など鬼にまつわるものが多数存在する。
- 光秀くん、ひろこさん
  - 福知山観光協会のイメージキャラクター。明智光秀とその正室である煕子がモデルとなっており、忍たま乱太郎の作者で知られる尼子騒兵衛がデザインしたものである。